# 러시아-북대서양 조약 기구 관계

NATO 군사동맹과 러시아 연방의 관계는 1991년 북대서양 협력 위원회의 틀 안에서 수립되었다. 1994년 러시아는 평화를 위한 동반자 관계 프로그램에 가입했고, 1997년 5월 27일 프랑스 파리에서 열린 1997년 파리 NATO 정상회의에서 NATO–러시아 창설 협약 (NRFA)이 체결되어 NATO–러시아 상임합동위원회 (NRPJC)의 창설이 가능해졌다. 2010년대 초까지 NATO와 러시아는 여러 추가 협력 협정을 체결했다. NRPJC는 2002년 NATO-러시아 이사회 (NRC)로 대체되었으며, 이는 안보 문제 및 공동 프로젝트에 대한 협력을 목적으로 설립되었다.
러시아와 NATO 간 협력을 촉진하기 위한 포럼을 구축하려는 노력에도 불구하고, 러시아-NATO 관계는 우크라이나의 오렌지 혁명과 2008년 러시아-조지아 전쟁 이후 크게 악화되기 시작했다. 2014년 4월 1일 NATO가 러시아의 크림반도 합병에 대한 대응으로 모든 실질적인 협력을 중단하기로 만장일치로 결정하면서 관계는 더욱 악화되었다. 2021년 10월, NATO가 브뤼셀 본부에서 러시아 외교관 8명을 추방한 사건에 대한 보복으로 러시아는 NATO 주재 임무를 중단하고 모스크바의 NATO 사무실 폐쇄를 명령했다. 2022년 러시아의 우크라이나 침공 이후 러시아와 북대서양 조약 기구의 관계가 악화되고 있다.

## 배경
독일 최종해결에 관한 조약으로 연합국 관리 이사회와 외무장관 회의가 해체된 후 NATO와 소련은 유럽 재래식 무기 감축 조약과 같은 군비 통제 조약에 대한 지속적인 추진을 포함하여 여러 수준에서 대화를 시작했다. 또한 유럽의 변화하는 안보 환경에서 NATO의 역할에 대한 논의도 있었다. 미국의 조지 H. W. 부시 대통령, 제임스 베이커 미국 국무장관, 서독의 헬무트 콜 총리, 서독의 한스디트리히 겐셔 외무장관, 영국의 더글러스 허드 외무장관이 논의에 참여했다. 서독의 한스디트리히 겐셔 외무장관은 1990년 2월 6일 회의에서 동맹이 "NATO는 동쪽으로 영토를 확장할 의도가 없다"는 공개 성명을 발표해야 한다고 제안했다. 1990-91년, 서방 정책 입안자들은 NATO가 동유럽으로 확장할 목적이 없으며, 그러한 움직임은 소련과 동유럽의 장기적인 안정 및 안보 전망에 심각한 해를 끼칠 것이라는 전제하에 운영되었다. 여러 뉴스 보도와 정치인들의 회고록에 따르면, 1990년 독일의 재통일에 대한 협상 중 당시 미국 대통령 조지 H. W. 부시 행정부는 당시 소련 대통령 미하일 고르바초프에게 '명백한 보증'을 했다. 즉, 고르바초프가 재통일된 독일이 NATO의 일부가 되는 데 동의하면, NATO는 바르샤바 조약 기구 국가들을 동맹에 편입시키기 위해 더 동쪽으로 확장하지 않을 것이라는 내용이었다. 그 이유는 소련 국경과 NATO 국가 국경 사이에 '비동맹 완충지대'를 허용하기 위함이었다. 소련 붕괴와 바르샤바 조약 기구 해체 후 고르바초프는 이러한 주장을 부인하며 NATO가 동쪽으로 확장하지 않겠다는 약속은 신화라고 말했다. 그는 또한 "미국과 그 동맹국들이 NATO를 동쪽으로 확장하기로 한 결정은 1993년에 단호하게 이루어졌다. 나는 처음부터 이것을 큰 실수라고 불렀다. 이것은 1990년에 우리에게 주어졌던 성명과 보증의 정신을 분명히 위반한 것이었다"라고 말했다. 1992년, 즉 소련이 해체된 지 불과 몇 달 후 미국은 옛 바르샤바 조약 기구 국가들을 NATO에 초청할 의사를 공개적으로 표명했다.

## 냉전 후 협력 발전 (1989–2004)

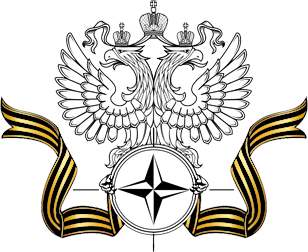
NATO 주재 러시아 상임대표부 문장.

소련 외무장관 에두아르드 셰바르드나제는 1989년 12월 19일 NATO 본부를 처음 방문했고, 1990년 NATO와 소련 군 지도자들 간의 비공식 회담이 이어졌다. 1990년 6월 발표된 "턴베리 메시지"는 종종 "현대 NATO-러시아 관계 발전의 첫 걸음"으로 묘사되며, 미래의 평화와 협력을 위한 토대를 마련했다. 다음 달인 1990년 7월 NATO 사무총장 만프레드 뵈르너가 모스크바를 방문하여 향후 협력에 대해 논의했다. 1990년 11월 소련과 서방 국가들은 유럽 재래식 무기 감축 조약을 체결했다.
1991년 12월 8일 독립국가연합 설립 협정 서명 직후, 러시아의 보리스 옐친 대통령은 미국의 조지 H. W. 부시 대통령에게 전화하여 이 협정의 제6조를 특별히 읽어 주었다. "우선, 소련 국방부 장관 샤포슈니코프와 이야기했습니다. 협정 제6조를 읽어 드리겠습니다. 사실 샤포슈니코프는 우리의 입장에 전적으로 동의하고 지지했습니다. 이제 제6조를 읽고 있습니다." ... "다음 문단에 특히 유의해 주십시오, 대통령님 (그리고 통역사에게 정확하게 번역해달라고 요청합니다)." ... "조지, 다 끝났습니다. 이것은 극히, 극히 중요합니다. 우리 사이의 전통 때문에, 10분도 기다리지 않고 전화했습니다."틀:Relevance inline
제6조의 내용에 따르면, 러시아, 우크라이나, 벨라루스는 "공동 군사 및 전략 공간"과 "통합군"을 형성한다.
틀:Relevance inline
1991년 12월 21일, 러시아의 보리스 옐친 대통령은 NATO에 서한을 보내 미래에 러시아를 동맹 회원국으로 고려해 줄 것을 요청했다. NATO에 보낸 서한에서 옐친은 다음과 같이 밝혔다. “이는 상호 이해와 신뢰의 분위기를 조성하고 유럽 대륙의 안정과 협력을 강화할 것입니다. 우리는 이 관계를 진지하게 여기며 정치적, 군사적 수준 모두에서 이 대화를 모든 방면에서 발전시키고자 합니다. 오늘 우리는 러시아의 NATO 가입 문제를 제기하지만, 우리는 이것을 장기적인 정치적 목표로 보고 있습니다.”
독립국가연합 틀 내의 집단안보조약은 1992년 5월 15일에 서명되었다. (2002년에는 독립국가연합 외부의 별도 조직인 집단안보조약기구가 창설되었다).틀:Relevance inline
새롭게 창설된 러시아 연방과 NATO 간의 공식적인 접촉과 협력은 1991년 소련의 붕괴 이후 북대서양 협력 위원회 (이후 유로-대서양 파트너십 이사회로 개칭)의 틀 내에서 시작되었고, 1994년 6월 22일 러시아가 평화를 위한 동반자 관계 프로그램에 가입하면서 더욱 심화되었다.
1994년 1월 14일, 러시아의 보리스 옐친 대통령은 노보 오가료보에서 미국 대통령 빌 클린턴과의 회담에서 다음과 같이 말했다.
"러시아가 NATO에 가입하는 첫 번째 국가가 되어야 합니다. 그러면 중앙 및 동유럽의 다른 국가들이 가입할 수 있습니다. 미국, 러시아, 유럽 국가들이 일종의 카르텔을 형성하여 세계 안보를 보장하고 개선하는 데 도움을 주어야 합니다." "솔직히 러시아는 아직 NATO에 가입할 준비가 되지 않았습니다. 러시아는 먼저 다른 지역에서의 반응에 대해 생각하기 시작해야 합니다. 중국의 잠재적인 반응이 있습니다. 결과적으로 우리 둘 사이의 협력 없이는 평화롭고 안정적인 세계의 지속을 상상하기 어렵습니다. 만약 우리가 제안한 대로 계속 협력한다면, 우리는 유럽과 나머지 세계의 평화와 안정을 보장하는 데 많은 것을 할 수 있을 것입니다."
1994년 9월, 보리스 옐친 러시아 대통령은 유엔 총회에서 CSCE의 유럽 안보 시스템에서의 역할을 언급했다. 러시아는 이전에 NATO에 대한 CSCE의 역할을 확대하는 아이디어를 제안했었다. 옐친의 국가 안보 보좌관 유리 바투린은 냉전 종식 이후 'NATO의 시대는 지났다'며, 따라서 동맹은 '러시아의 군사적, 정치적 중요성을 고려하여 메커니즘과 목표를 변경해야 한다'고 지적했다. 바투린은 '유럽 안보의 새로운 메커니즘은 CSCE와 NATO의 결합에서 탄생할 수 있으며, CSCE 기관은 정치 및 외교 부분을, NATO 기관은 군사 부분을 담당할 것'이라고 믿었다. 그러나 옐친 본인은 그러한 발언을 하지 않았다.
옐친 러시아 대통령은 평화를 위한 동반자 관계가 NATO 회원국이 되는 길이 아니라 그 대안이라고 생각했지만, 1994년 12월 NATO가 이것이 사실이 아니라고 발표한 후, 그는 NATO의 동유럽 확장에 반대하기 시작했다. 옐친은 1995년 NATO 확장에 대한 반대를 공식 정책으로 채택했다. 그러나 그는 1997년 NATO-러시아 창설 협약 서명을 포함하여 NATO와의 협력을 계속했다.

### 부다페스트 안전 보장 각서
같은 해에 부다페스트 안전 보장 각서가 체결되었는데, 러시아, 영국 및 미국은 이들 세 국가가 구소련 핵무기를 인도하는 대가로 벨라루스, 카자흐스탄, 우크라이나에 안보 보장을 제공했다.

### 보스니아 NATO 임무

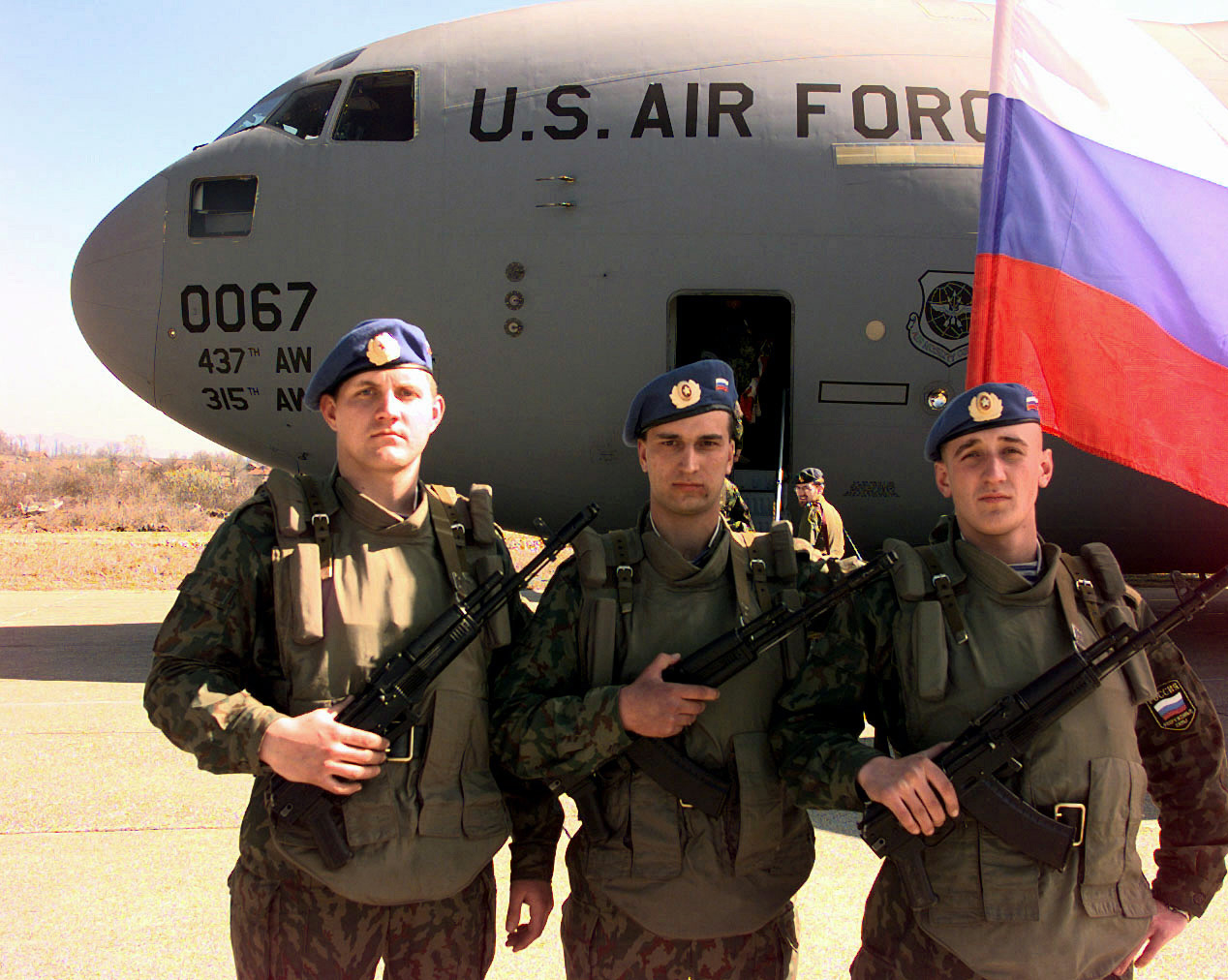
1997년 3월 6일 보스니아에서 NATO 주도 SFOR의 일원으로 참여한 러시아 공수부대원들

1995년 후반 미국과 러시아는 보스니아 전쟁을 종식시킨 데이턴 협정의 이행을 보장하는 임무를 맡은 NATO 평화 유지 임무인 이행군에 러시아군이 참여하는 것에 합의했다. 1995년 10월 15일, 러시아 총참모부 대표단이 벨기에 몽스에 있는 유럽 연합군 최고사령부 (SHAPE)에 도착하여 러시아군 파견을 위한 지휘 통제 조치를 마련했다. 러시아 장군과 그의 참모진은 SHAPE에 임명되었고, 이 장군은 러시아군을 위한 유럽 연합군 최고사령관 (SACEUR)의 부관직을 맡았다. 러시아 공수군의 여단이 이 임무를 위해 편성되어 미국 장군이 이끄는 다국적 사단 (북부)의 전술 통제하에 놓였고, 러시아군을 위한 그의 부관을 통해 SACEUR의 작전 지휘를 받았다. 이는 러시아군이 NATO 작전에 처음 참여한 것이자 제2차 세계 대전 이후 러시아와 NATO 국가들 간의 첫 공동 군사 작전이었다.
보스니아에서의 러시아 개입과 NATO 본부에 러시아 군 참모진의 존재는 양측 모두에게 성공으로 칭찬받았으며, 당시 NATO 최고 사령관이었던 조지 줄완 장군은 이것이 이듬해 NATO-러시아 창설 협약 서명에 기여했다고 말했다.

### NATO-러시아 창설 협약
1997년 5월 27일, 프랑스 파리에서 열린 NATO 정상회의에서 NATO와 러시아는 미래의 NATO-러시아 협력을 위한 로드맵인 상호 관계, 협력 및 안보에 관한 창설 협약을 체결했다. 이 협약은 관계의 원칙, NATO와 러시아가 논의할 문제의 범위, 관계의 군사적 측면, 그리고 더 큰 군사-군사 협력을 촉진하기 위한 메커니즘을 설명하는 5가지 주요 섹션으로 구성되었다.
창설 협약에 따라 냉전 후 확장에 가입하는 국가는 동맹의 핵무기 공유에 참여할 수 없다. 2022년 러시아의 우크라이나 침공 이후 폴란드는 그렇게 할 의사를 표명했다. 일부 분석가들은 2014년 러시아의 크림반도 합병 이후 창설 협약이 "사문화"되었다고 주장했다.

### NATO-러시아 상임합동위원회

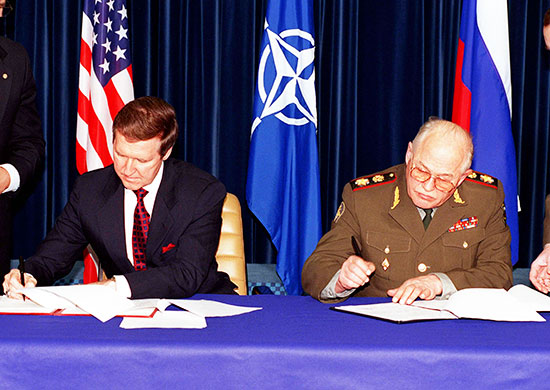
1997년 NATO 본부에서 협력 협정에 서명하는 이고리 세르게예프와 윌리엄 코언

또한, 이 협약은 협의, 협력 및 합의 형성을 위한 장소로 "NATO-러시아 상임합동위원회" (NRPJC)를 설립했다. PJC의 노력의 일환으로 2001년 NATO-러시아 현대 정치 및 군사 용어집이 만들어졌다. 이 용어집은 미사일 방어, 비무장화, 불법 약물 퇴치 등 다양한 주제에 대한 여러 간행물 중 첫 번째였으며, NATO-러시아 관계의 투명성을 장려하고 상호 이해를 증진하며 NATO와 러시아 대표단 간의 의사소통을 촉진하기 위한 것이었다.
현대 정치 및 군사 용어집은 보스니아 헤르체고비나와 코소보에서의 NATO와 러시아의 협력 노력에 비추어 특히 시의적절했다.

### NATO의 유고슬라비아 폭격
1999년, 러시아는 유엔 안전 보장 이사회의 사전 승인 없이 이루어진 NATO의 유고슬라비아 공습을 비난했으며, 이는 국제법에 위배된다고 주장했다. 모스크바의 많은 사람들에게 NATO의 동유럽 편입과 주권 국가인 유고슬라비아에 대한 군사 공격의 조합은 새로운 유럽 안보 구조에 러시아를 포함시키겠다는 미국의 약속이 기만임을 드러냈다. 옐친의 비판자들은 '오늘은 베오그라드, 내일은 모스크바!'라고 말했다.
러시아의 보리스 옐친 대통령은 NATO의 유고슬라비아 폭격이 "국제법의 기본과 유엔 헌장을 짓밟았다"고 말했다. 코소보 전쟁은 1999년 6월 11일 종료되었고, 공동 NATO-러시아 평화 유지군이 코소보에 배치될 예정이었다. 러시아는 NATO와 독립적인 평화 유지 부문을 받을 것으로 기대했지만 거절당하자 분노했다. 별도의 러시아 부문이 코소보를 세르브인이 통제하는 북부와 알바니아인이 통제하는 남부로 분할시킬 수 있다는 우려가 있었다. 1999년 6월 12일부터 26일까지 NATO와 러시아 코소보군 사이에 짧지만 긴장된 대치가 있었는데, 이 때 러시아군이 프리슈티나 국제공항을 점령했다.
2000년 3월 5일, NATO에 대한 자신의 태도에 대한 질문에 블라디미르 푸틴은 러시아와 동맹 간의 더 긴밀한 관계를 상상할 수 있다고 말했다. 그는 "러시아가 동등한 파트너로 간주된다면 NATO와의 더 깊은 통합에 대해 논의할 수 있다고 믿습니다"라고 말했다. 러시아가 NATO에 가입할 수 있느냐는 질문에 그는 "왜 안 되는지 모르겠습니다"라고 답했다. 푸틴은 NATO의 동방 확장에 대한 논의에서 러시아를 배제하려는 시도가 모스크바가 그러한 움직임에 반대하게 만들었다고 말했다. NATO를 잠재적 파트너, 경쟁자 또는 적인가 묻는 질문에 푸틴은 그 질문 자체가 "손해"를 일으킬 수 있으며 "러시아나 세계에 도움이 되지 않을 것"이라고 답했다.

### 9·11 테러
2001년, 미국에 대한 9·11 테러 이후 러시아의 블라디미르 푸틴 대통령은 당시 미국 대통령이었던 조지 W. 부시에게 연락을 취했다. 이는 냉전 종식 이후 미국-러시아 관계의 정점이었다. 러시아는 심지어 러시아가 가진 정보를 미국에 공유했고, 이는 아프가니스탄의 미군에게 필수적이었다. NATO 회원국인 미국과 러시아의 새롭게 정의된 관계는 러시아-NATO 관계에 긍정적인 영향을 미칠 것이었다.

### 미국의 탄도탄 요격미사일 조약 탈퇴
2001년 12월 미국과 NATO의 러시아 정책에 급격한 반전이 일어났다. 가장 중요하게는, 미국이 2001-2002년에 러시아와의 탄도탄 요격미사일 조약에서 일방적으로 탈퇴했으며, 그 후 미국은 러시아의 의사에 반하여 폴란드 및 루마니아와 탄도 미사일 방어 (BMD) 시스템을 자국 영토에 구축하기 위한 양자 협정(NATO의 지원을 받음)을 체결했다. 이러한 사건들 중 어느 것도 NATO 확장에 의존하지 않았다. (미국이 바레인, 이집트, 이스라엘, 일본, 쿠웨이트, 사우디아라비아, 대한민국, 대만, 아랍에미리트를 포함한 다양한 비 NATO 회원국과도 양자 BMD 장비 협정을 맺고 있다는 점을 고려할 때, 루마니아와 폴란드에 BMD 기지를 건설하는 협정조차도 NATO 확장에 의존하지 않았다.) 그러나 이러한 탈퇴는 당시 러시아의 정치적 및 군사적 약점을 미국이 이용한 것으로 러시아 정치 엘리트와 많은 서방 정치학자들에게 해석되었고, 미국 정치 의도에 대한 러시아의 신뢰 상실로 이어졌다.

### NATO-러시아 이사회

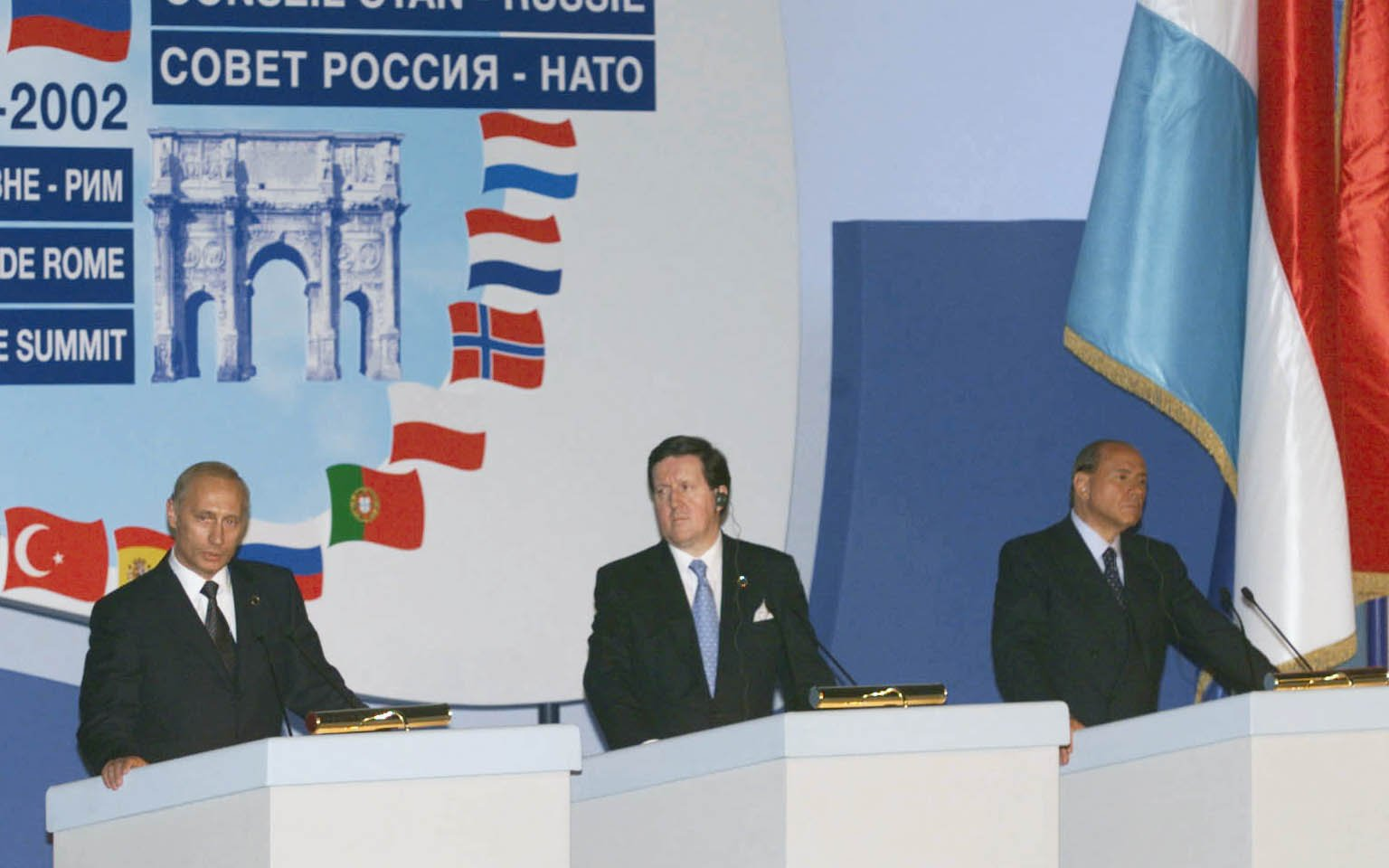
2002년 5월 28일 이탈리아 프라티카 디 마레 공군 기지에서 열린 러시아-NATO 정상회담에서 블라디미르 푸틴 러시아 대통령, 조지 로버트슨 NATO 사무총장, 실비오 베를루스코니 이탈리아 총리

NATO-러시아 이사회 (NRC)는 2002년 로마 NATO 정상회담 중인 2002년 5월 28일 창설되었다. NRC는 NATO와 러시아 간의 안보 문제 및 공동 프로젝트를 처리하기 위한 공식 외교 수단으로 PJC를 대체하도록 고안되었다. NRC의 구조는 개별 회원국과 러시아가 각각 동등한 파트너이며, PJC 하에서 설정된 양자 형식(NATO + 1) 대신 공동 관심 분야에서 만날 것을 규정했다. NATO나 러시아에 상대방의 행동에 대한 거부권을 부여하는 조항은 없었다. NATO는 새로운 회원국에 핵무기를 배치하거나 새로운 상설 군사력을 파견할 계획이 없다고 밝혔다. 당사자들은 서로를 적대국으로 보지 않으며, "최고 정치 수준에서 이루어진 지속적인 정치적 약속에 기초하여 민주주의와 협력 안보의 원칙에 따라 유로-대서양 지역에 지속적이고 포괄적인 평화를 함께 건설할 것"이라고 명시했다.
러시아와 NATO 간의 협력은 여러 주요 분야에 집중되었다: 테러리즘, 군사 협력, 아프가니스탄 (러시아의 비군사 국제안보지원군 화물 운송 포함(아프가니스탄 전쟁의 NATO 물류 참조)), 현지 마약 생산 퇴치, 산업 협력, 무기 비확산. 다양한 분야에 걸친 구조화된 작업 그룹의 결과로 NRC는 테러, 확산, 평화 유지, 영공 관리, 미사일 방어와 같은 주제에 대한 합의 형성, 협력 및 협의를 위한 주요 포럼 역할을 했다.
NATO-러시아 이사회 협정에 따라 이루어진 "공동 결정 및 행동"에는 다음이 포함된다.
- 테러리즘 퇴치[54][55]
- 군사 협력 (공동 군사연습[56] 및 인력 훈련[57])
- 아프가니스탄 협력:
  - 러시아는 유엔과 협력하여 아프가니스탄 및 중앙아시아 국가의 마약 단속관을 위한 훈련 과정을 제공한다.
  - 러시아는 NATO의 ISAF를 지원하기 위해 아프가니스탄으로 비군사 물품을 운송하고, 산업 협력, 방위 상호 운용성 협력, 비확산 및 기타 분야에서 협력한다.

특히 2002년 5월 28일 NATO 정상회담 기자회견에서 푸틴 대통령은 우크라이나의 NATO 가입 의도에 대한 질문을 받고 "NATO 확장에 대한 우리의 입장은 알려져 있지만, 우크라이나는 세계 안보 강화를 위한 글로벌 과정에서 벗어나지 않아야 하며, 주권 국가로서 안보 보장을 위한 자체 선택을 할 수 있다"고 답했다. 그는 또한 우크라이나의 계획에서 "논란의 여지나 적대적인 점을 보지 못한다"고 덧붙였다.

## 관계의 침체 및 점진적 악화 (2005–2013)
NATO-러시아 관계는 2004–2005년 우크라이나의 오렌지 혁명과 2008년 러시아-조지아 전쟁 이후 정체되었고 점차 악화되기 시작했다. 이러한 역풍 속에서도 협력 강화를 요구하는 미군 내부의 목소리는 힘을 얻지 못했다.

### 2005–2006
2005~2006년 러시아는 우크라이나와 서방 국가들을 대상으로 여러 적대적인 무역 조치를 취했다 (아래 #무역 및 경제 참조). 이 시기 러시아에서는 푸틴의 반대자들에 대한 여러 건의 대중적인 살인 사건이 발생하여 그의 점점 더 권위주의적인 통치와 언론에 대한 통제 강화를 보여주었다 (아래 #이념과 선전 참조).
2006년 러시아 정보기관은 NATO 회원국 영토 내에서 암살을 자행했다. 2006년 11월 1일, 영국 국적을 취득한 러시아 망명자이자 조직범죄 해결 전문가로 영국 정보기관에 자문했으며 "마피아 국가"라는 용어를 만든 러시아 연방보안국 (FSB)의 전직 장교인 알렉산드르 리트비넨코가 폴로늄-210에 중독되어 갑자기 쓰러져 병원에 입원했으며, 11월 23일 중독으로 사망했다. 그의 독살과 죽음에 관한 수많은 이론에도 불구하고, 이 사건으로 이어지는 경과들은 잘 기록되어 있다. 영국 살인 수사팀은 러시아 연방보안국 (FSO)의 전직 요원인 안드레이 루고보이를 주요 용의자로 지목했다. 드미트리 콥툰은 나중에 두 번째 용의자로 지명되었다. 영국은 루고보이의 인도를 요구했지만, 러시아는 러시아 헌법이 러시아 시민의 인도를 금지하고 있다는 이유로 인도를 거부하여 러시아-영국 관계를 긴장시켰다.

### 2007–2008

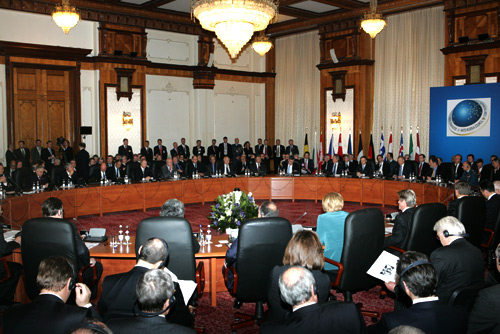
2008년 4월 4일 루마니아 부쿠레슈티에서 열린 NATO–러시아 이사회 회의

2007년 러시아는 1990년 유럽 재래식 무기 감축 조약 참여를 중단했다.
2008년 러시아는 2008년 코소보 독립선언을 비난하며 "유엔 임무단과 코소보에 주둔한 NATO 주도 군대가 임무를 수행하기 위해 즉각적인 조치를 취할 것을 기대한다. 여기에는 프리슈티나 자치 기관의 결정을 취소하고 그들에 대해 강력한 행정 조치를 취하는 것이 포함된다"고 밝혔다. 러시아의 블라디미르 푸틴 대통령은 여러 주요 강대국의 코소보 독립 승인을 "수십 년, 아니 수 세기 동안 발전해 온 국제 관계 시스템 전체를 사실상 날려버릴 끔찍한 선례"라고 비난하며 "그들이 하고 있는 일의 결과를 깊이 생각하지 않았다. 결국 그것은 양날의 칼이며, 다른 한쪽 끝이 다시 돌아와 그들의 얼굴을 때릴 것"이라고 말했다.
그럼에도 불구하고 NATO 동맹국과 러시아의 국가 수뇌부는 2008년 4월 부쿠레슈티 정상회담에서 NATO-러시아 이사회 성과에 대해 긍정적인 평가를 내렸지만, 양측 모두 이사회에서 실제적인 내용이 부족하다는 점에 대해 약간의 불만을 표명했다.
2008년 초, 조지 W. 부시 미국 대통령은 러시아의 반대에도 불구하고 조지아와 우크라이나의 NATO 가입을 전적으로 지지하겠다고 다짐했다. 러시아 정부는 NATO를 우크라이나와 조지아로 확장하려는 계획이 유럽 안보에 부정적인 영향을 미칠 수 있다고 주장했다. 마찬가지로 러시아인들은 NATO의 동방 확장에 대부분 강하게 반대한다. 러시아의 드미트리 메드베데프 대통령은 2008년에 "자신이 속하지 않은 군사 블록이 국경에 접근하는 것에 대해 어떤 나라도 기뻐하지 않을 것"이라고 말했다. 러시아의 그리고리 카라신 외무차관은 우크라이나가 NATO에 편입될 경우 러시아-우크라이나 관계에 "깊은 위기"를 초래하고 러시아와 서방과의 관계에도 부정적인 영향을 미칠 것이라고 경고했다.

### 2009–2013
2009년 1월, NATO 주재 러시아 특사 드미트리 로고진은 NATO-러시아 이사회가 "학문적 토론이 이루어지는 기관"이라고 말했다. 미국 관리도 이 견해에 동의하며 "우리는 이제 결과를 얻을 수 있는 분야에서 협력을 더 실용적으로 구조화하기를 원한다. 일어나지 않을 일에 집착하지 않고"라고 말했다.
2009년 5월, NATO가 러시아 외교관 두 명을 간첩 혐의로 추방하면서 관계는 더욱 악화되었다. 또한 조지아에서 제안된 NATO 군사 훈련으로 인해 이미 조성된 긴장이 더해졌는데, 드미트리 메드베데프 러시아 대통령은 다음과 같이 말했다.
조지아에서 계획된 NATO 훈련은 아무리 우리를 설득하려 해도 명백한 도발이다. 방금 전쟁이 있었던 곳에서 훈련을 할 수는 없다.
2009년 9월, 러시아 정부는 폴란드와 체코에 제안된 미사일 방어 시스템이 자국의 방어 시스템을 위협할 수 있다고 밝혔다. 러시아 우주군 사령관인 블라디미르 포포프킨 대장은 2007년에 "[[[이란의 대량 살상무기|이란]]이나 조선민주주의인민공화국 미사일의] 궤적은 체코 영토 근처를 거의 지나지 않을 것이지만, 유럽 러시아에서 러시아 대륙간 탄도 미사일의 모든 가능한 발사나 러시아 북방함대에 의한 발사는 [레이더] 기지에 의해 통제될 것"이라고 말했다. 그러나 2009년 후반, 버락 오바마는 러시아가 미국에 군사적 대응을 위협하고 폴란드에 NATO의 미사일 방어 시스템에 동의함으로써 러시아의 공격이나 핵 공격에 노출될 것이라고 경고한 후 폴란드와 체코의 미사일 방어 프로젝트를 취소했다.
2009년 12월, NATO는 아프가니스탄에서 도움을 요청하며 러시아 영공을 통해 아프가니스탄으로 화물(군사 물품 포함 가능성 있음)을 수송하고 아프가니스탄 국군에 더 많은 헬리콥터를 제공할 수 있도록 허가를 요청했다. 그러나 러시아는 비군사 물품의 자국 영토 통과만을 허용했다.
2011년 러시아 총선 전 드미트리 메드베데프 대통령은 2008년 러시아-조지아 전쟁에 러시아가 참여하지 않았다면 NATO가 더 동쪽으로 확장했을 것이라고 언급했다.
2011년 6월 6일, NATO와 러시아는 "경계의 하늘 2011"이라는 이름으로 사상 첫 공동 전투기 훈련에 참여했다. 냉전 이후 동맹과 러시아 간의 두 번째 공동 군사 작전으로, 첫 번째는 2011년 5월 30일에 시작된 공동 잠수함 훈련이었다.
2011년 리비아 군사 개입은 러시아의 드미트리 메드베데프 대통령과 러시아의 블라디미르 푸틴 총리를 포함한 여러 세계 지도자들로부터 광범위한 비판을 불러일으켰다. 푸틴은 "유엔 안전 보장 이사회 결의 제1973호는 결함이 있고 흠이 있다... 그것은 모든 것을 허용한다. 중세 시대의 십자군 운동과 비슷하다"라고 말했다.
2012년 4월, 러시아에서 좌파전선이라는 좌익 운동가 연합이 NATO와의 자국 협력에 반대하는 시위를 벌였다.

## 러시아군 해외 파병

CSTO 회원국
NATO 회원국
러시아와 영토 분쟁을 겪는 국가 (아제르바이잔, 조지아, 일본, 몰도바, 우크라이나)
러시아가 일방적으로 자국 영토로 합병을 선언한 분쟁 지역 (크림반도, 도네츠크, 루한스크, 헤르손, 자포리자, 쿠릴 열도), 주권 국가로 인정된 지역 (압하지야 및 남오세티야) 또는 분리주의 지역으로 지지되는 지역 (트란스니스트리아, 아르차흐)

2014년부터 러시아는 우크라이나(2014년~현재), 시리아(2015년~현재), 튀르키예(2015년~2016년) 등을 대상으로 적대적인 위협과 군사 행동을 지속했다.

### 2014

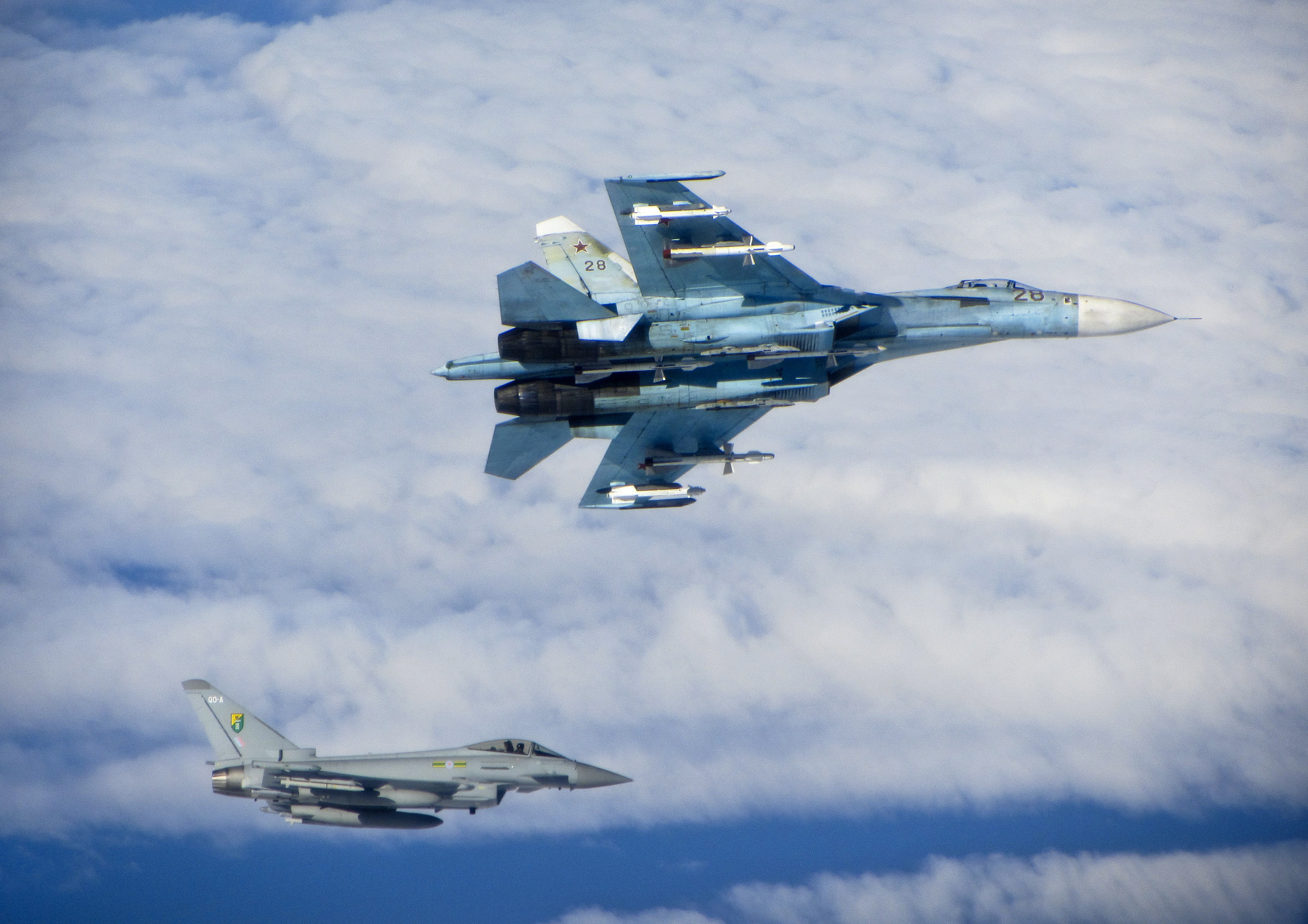
2014년 6월 발트해 상공에서 영국 왕립 공군 유로파이터 타이푼 (하단)이 러시아 공군 Su-27 플랭커 (상단)를 호위하는 모습

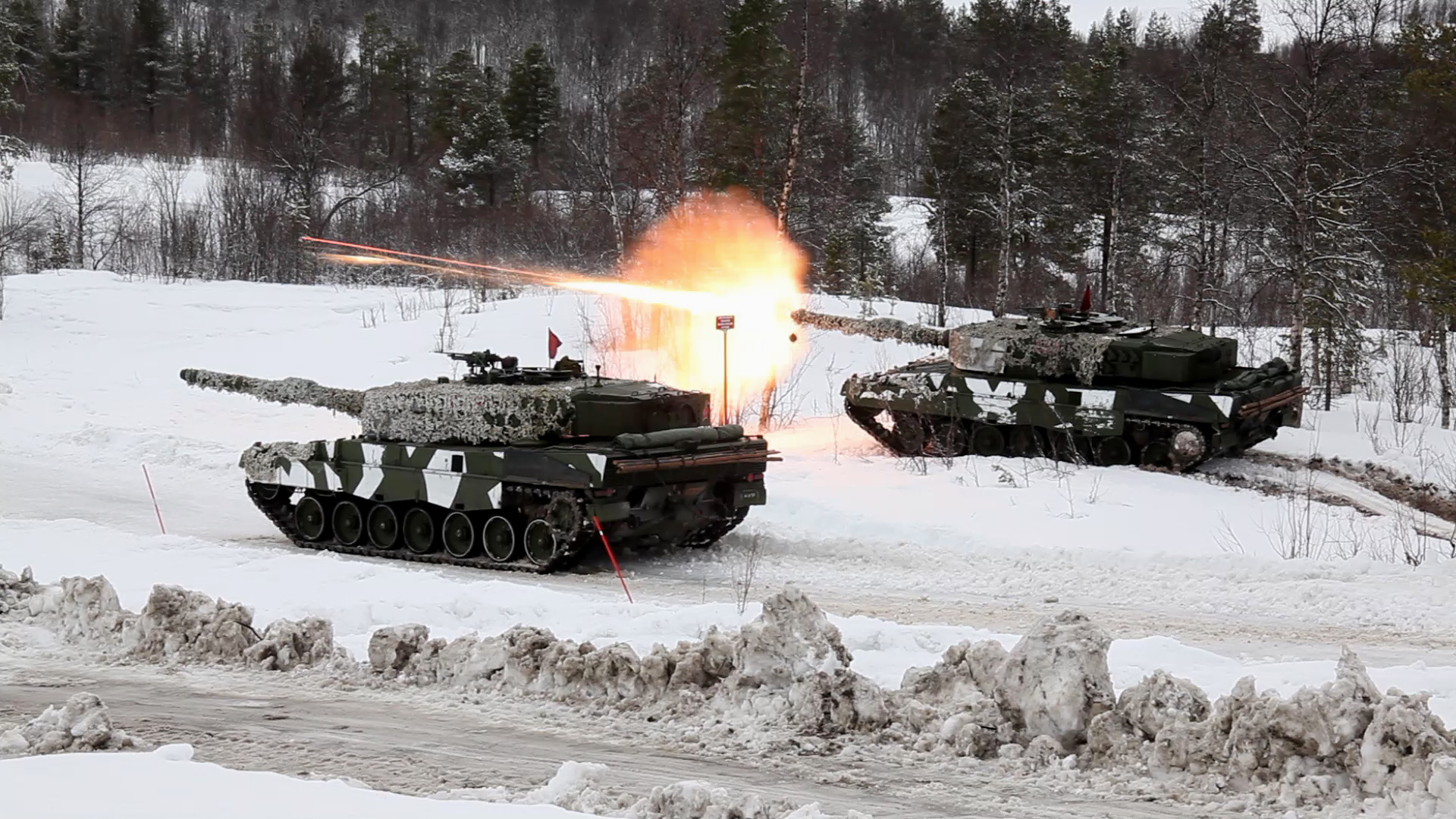
2014년 노르웨이에서 열린 콜드 리스폰스 훈련 중 실사격 시연에 참여하는 노르웨이군 전차

2014년 3월 초, 러시아가 크림반도 합병을 시도하면서 NATO와 러시아 간의 긴장이 고조되었다. NATO는 러시아에 행동 중단을 촉구하고 우크라이나의 영토 보전과 주권을 지지한다고 밝혔다. 2014년 4월 1일, NATO는 NATO 외무장관들의 성명을 통해 "NATO와 러시아 간의 모든 실질적인 민간 및 군사 협력을 중단하기로 결정했다. 우리의 정치적 대화는 NATO-러시아 이사회에서 필요에 따라 대사급 이상으로 계속될 수 있으며, 무엇보다 이 위기에 대한 의견 교환을 허용한다"고 발표했다. 이 성명은 러시아의 "우크라이나에 대한 불법적인 군사 개입과 국제법 위반인 러시아의 우크라이나 주권 및 영토 보전 침해"를 규탄했다. 러시아는 코소보의 독립 선언을 크림반도 독립을 인정하는 정당화로 사용했으며, 이른바 "코소보 독립 선례"를 인용했다.
2014년 3월 25일, 옌스 스톨텐베르그는 노르웨이 노동당 회의에서 러시아의 크림반도 침공을 맹렬히 비난하며, 러시아가 유럽의 안보와 안정을 위협하고 국제법을 위반했다고 비판하고 러시아의 행동을 용납할 수 없다고 말했다.
NATO 사무총장으로 선출된 후 스톨텐베르그는 러시아의 우크라이나 침공이 "NATO의 필요성을 잔인하게 상기시켜주는 것"이라고 강조하며, 러시아의 우크라이나 내 행동이 "제2차 세계 대전 이후 처음으로 한 국가가 다른 국가의 영토를 합병한 것"이라고 말했다. 스톨텐베르그는 러시아가 국제법을 위반하고 NATO 회원국의 안보를 위협하는 것을 막기 위해 NATO가 핵무기를 포함하여 충분히 강력한 군사력을 갖추는 것의 필요성을 강조했다. 그는 북대서양 조약 제5조의 중요성과 특히 동유럽 회원국들의 안보를 방어할 NATO의 책임을 강조했다. 그는 또한 러시아의 우크라이나 내 행동에 대해 제재를 가해야 하며, 우크라이나의 NATO 가입 가능성이 가까운 미래에 "매우 중요한 문제"가 될 것이라고 말했다. 스톨텐베르그는 러시아가 새로운 순항 미사일을 획득하는 것에 대해 우려를 표명했다.
2014년 4월 1일, NATO는 러시아의 크림반도 합병에 대한 대응으로 러시아 연방과의 모든 실질적인 협력을 만장일치로 중단하기로 결정했지만, NATO-러시아 이사회(NRC)는 중단되지 않았다. 9월 초 NATO 2014년 웨일스 정상회담에서 NATO-우크라이나 위원회는 "러시아의 불법적이고 불합리한 크림반도 '합병'과 국제법을 위반한 동부 우크라이나의 지속적이고 고의적인 불안정화를 강력히 비난한다"는 공동 성명을 채택했다. 이 입장은 같은 기관의 12월 초 성명에서도 재확인되었다.
11월에 발표된 보고서는 러시아와 서방(주로 NATO 국가) 간의 긴밀한 군사적 접촉이 냉전 수준으로 치솟았으며, 8개월 동안에만 40건의 위험하거나 민감한 사건이 기록되었고, 여기에는 3월에 덴마크에서 이륙하던 러시아 정찰기와 승객 132명을 태운 여객기 간의 거의 충돌할 뻔한 사고도 포함되었다. 발트해 지역에서 러시아 공군과 해군 활동의 전례 없는 증가로 인해 NATO는 리투아니아에 장기 주둔하는 군용 제트기 순환 배치를 강화했다. 마찬가지로 러시아 공군의 아시아-태평양 지역 활동 증가도 이전에 버려진 소련의 깜라인만 베트남 군사기지 재사용에 의존했다. 2015년 3월, 러시아 국방부 장관 세르게이 쇼이구는 러시아의 장거리 폭격기가 계속해서 세계 여러 지역을 순찰하고 다른 지역으로 확대될 것이라고 말했다.
7월, 미국은 1987년 중거리 핵전력 조약을 위반하여 금지된 중거리 지상 발사 순항 미사일 (아마도 R-500, 이스칸데르 개조형)을 시험했다고 러시아를 공식적으로 비난하고 적절하게 보복하겠다고 위협했다. 2015년 6월 초, 미국 국무부는 러시아가 I.N.F. 조약 위반을 시정하지 못했다고 보고했다. 미국 정부는 러시아가 준수 문제를 인정하도록 하는 데도 진전이 없었다고 한다.
미국 정부의 2014년 10월 보고서는 러시아가 1,643개의 핵탄두를 발사 준비 상태로 보유하고 있으며(2011년 1,537개에서 증가), 이는 미국보다 1개 더 많은 수치로, 2000년 이후 처음으로 미국을 추월했다고 주장했다. 양국의 배치된 역량은 1,550개의 핵탄두 제한을 설정한 2010년 뉴 스타트 조약을 위반한 것이다. 마찬가지로 2014년 이전에도 미국은 1조 달러에 달하는 대규모 프로그램을 통해 원자력 산업 전반을 활성화하기 시작했는데, 여기에는 차세대 운반체 계획과 로스앨러모스의 화학 및 금속 연구 교체 시설 및 남부 캔자스시티의 국가 안보 캠퍼스와 같은 시설 건설 계획이 포함된다.
2014년, 체코즐린구 블라호비체의 브르베티체에서 탄약고 폭발이 두 차례 발생했다. 첫 폭발은 10월 16일에, 두 번째는 12월 3일에 발생했다. 첫 폭발로 두 명이 사망했다. 폭발로 남겨진 불발 탄약 제거 작업은 2020년 10월 13일에 완료되었다. 체코 보안 정보국과 체코 경찰에 따르면, GRU 29155부대 요원 두 명이 우크라이나로 가는 무기 공급을 방해하려는 동기로 폭발에 연루되었다. 2024년 4월 29일, 페트르 파벨 체코 대통령은 조사를 통해 자신에게 제공된 정보가 이 사건이 체코(따라서 NATO) 영토에 대한 러시아의 공격임을 확인한다고 선언했다.
2014년 12월 2일, NATO 외무장관들은 2014년 9월 초 NATO 2014년 웨일스 정상회담에서 합의된 준비 태세 행동 계획에 따라 창설된 임시 선봉군('초고대응합동태스크포스')을 발표했으며, 이는 동맹의 동부 지역에서 NATO의 주둔을 강화하기 위한 것이었다. 2015년 6월, 폴란드에서 실시된 군사 훈련 과정에서 NATO는 9개국 2,000명 이상의 병력이 참가하여 새로운 신속 대응군을 처음으로 시험했다.
2014년 말, 푸틴은 국가 군사 교리 개정안을 승인했는데, 여기에는 러시아 국경 근처의 NATO 군사력 증강이 최고 군사 위협으로 명시되어 있었다.

### 2015
스톨텐베르그는 2015년 1월 파리에서 발생한 프랑스 풍자 주간지 샤를리 에브도 본부 공격 사건 이후 테러리즘과의 싸움에서 러시아와의 협력을 강화할 것을 촉구했다.
2015년 2월 초, NATO 외교관들은 러시아의 핵 전략과 러시아의 핵 전략이 어떤 분쟁에서도 핵무기 사용 문턱을 낮추는 방향으로 보인다는 징후에 대해 NATO 내부에서 우려가 커지고 있다고 말했다. 이러한 결론에 따라 마이클 팰런 영국 국방부 장관은 러시아의 핵 전력 현대화에 대응하여 영국이 핵무기를 현대화해야 한다고 말했다. 2월 후반, 팰런은 푸틴이 우크라이나에서 사용한 전술을 NATO 동맹국의 발트해 회원국에서도 반복할 수 있다고 말했고, "NATO는 러시아의 어떤 형태의 침략에도 대비해야 한다. NATO는 준비하고 있다"고 덧붙였다. 팰런은 러시아와의 관계가 새로운 냉전이 아니며, 이미 상황이 "꽤 뜨거웠다"고 지적했다.
2015년 3월, 러시아는 1990년 유럽 재래식 무기 감축 조약을 NATO가 위반했다고 주장하며, 2007년에 발표했던 조약 참여 중단을 조약 협의 그룹 참여 중단을 통해 이제 "완료"했다고 밝혔다.
봄에 러시아 국방부는 2016년까지 흑해 함대를 강화하기 위해 크림반도에 추가 병력을 배치할 계획이라고 발표했는데, 여기에는 냉전 시대 소련 해군 타격 부대의 중추였으나 나중에 크림반도 기지에서 철수했던 핵 투사 능력이 있는 투폴레프 Tu-22M3('백파이어') 장거리 공격 폭격기 재배치가 포함된다. 2015년 4월 초에는 러시아 군사 및 정보 기관 내 준공식 출처에서 유출된 정보가 공개되었는데, NATO의 특정 비핵 행위에 대한 러시아의 핵 대응 준비 태세에 관한 것이었다. 이러한 암묵적인 위협은 "전략적 모호성을 조성하려는 시도"이자 서방의 정치적 결속을 훼손하려는 것으로 해석되었다. 또한 이러한 맥락에서 노르웨이 국방부 장관 이네 에릭센 쇠레이데는 러시아가 "자신의 의도에 대한 불확실성을 조성했다"고 지적했다.
2015년 4월 28일에서 5월 4일 사이에 러시아 GRU 29155부대는 소피아 (NATO 영토)에서 불가리아 무기상 에밀리안 게브레프를 노비촉으로 독살했는데, 그는 우크라이나와 조지아에 무기를 공급하고 있었다. 게브레프, 그의 아들, 그리고 그의 공장 관리자는 두 번의 독살 시도에서 살아남았다.
2015년 6월, 한 독립적인 러시아 군사 분석가는 한 주요 미국 신문과의 인터뷰에서 다음과 같이 말했다. "모두가 우리가 2년 전과는 완전히 다른 세상에 살고 있다는 것을 이해해야 합니다. 우리가 잃어버린 그 세상에서는 조약과 상호 신뢰 조치를 통해 안보를 조직할 수 있었습니다. 이제 우리는 안보를 보장하는 일반적인 방법이 군사적 억지력인 완전히 다른 상황에 도달했습니다."
2015년 6월 16일, 타스는 알렉세이 메시코프 러시아 외교부 차관이 "이전에 작동했던 러시아-NATO 프로그램 중 어느 하나도 작동하지 않고 있다"고 말했다고 인용했다.
2015년 6월 말, 애쉬턴 카터 미 국방부 장관은 에스토니아 방문 중 미국이 불가리아, 에스토니아, 라트비아, 리투아니아, 폴란드, 루마니아에 탱크, 장갑차, 포병 등 중화기를 배치할 것이라고 말했다. 이 움직임은 서방 평론가들에 의해 NATO 전략의 재정립의 시작을 알리는 것으로 해석되었다. 러시아 국방부 고위 관리는 이를 "냉전 이후 워싱턴의 가장 공격적인 행위"라고 불렀으며, 러시아 외무부는 이를 "군사적으로 부적절하다"며 "미국과 그 동맹국들의 '냉전' 방식으로의 명백한 회귀"라고 비판했다.
반면, 미국은 2015년 러시아가 핵무기고에 40개 이상의 새로운 탄도 미사일을 추가할 계획을 발표한 것에 대해 우려를 표명했다. 스티븐 파이퍼와 같은 미국의 관찰자 및 분석가들은 미국이 새로운 미사일에 대해 걱정할 이유가 없으며, 러시아가 2010년 신전략무기감축조약(뉴 스타트)의 한도를 유지하는 한 러시아 지도부의 핵 위협 증가는 주로 러시아의 약점을 숨기기 위한 허풍에 불과하다고 보았다. 그러나 파이퍼는 이러한 수사 뒤에 있는 가장 우려스러운 동기는 푸틴이 핵무기를 단순히 억제 수단으로 보는 것이 아니라 강압 수단으로 보고 있다는 점일 수 있다고 제안했다.
한편, 2015년 6월 말, 새로운 러시아 MIRV 장착형, 초중량 수소폭탄 사르마트의 생산 일정이 지연되고 있다고 보도되었다. 사르마트는 구식 소련 시대 SS-18 사탄 미사일을 대체하기 위한 것이었다. 또한 논평가들은 러시아가 그러한 방향으로 나아가려 한다면 서방과의 어떠한 실제적인 군비 경쟁도 방해할 수밖에 없는 재정적, 기술적 제약을 지적했다.
스톨텐베르그 지도 하에 NATO는 2015년 선전 및 반선전에 대해 급진적으로 새로운 입장을 취했다. "친모스크바 TV 방송국 운영과 같은 완전히 합법적인 활동도 Treaty 제5조에 따라 NATO의 대응을 요구하는 국가에 대한 더 광범위한 공격이 될 수 있다... 최종 전략은 2015년 10월에 나올 예정이다." 다른 보고서에서 기자는 "강화된 입장으로, 영국은 브뤼셀 NATO 본부에 있는 반선전 부대를 지원하기 위해 75만 파운드의 영국 자금을 투입했다"고 보도했다.
11월, NATO 최고 군사 사령관인 미군 필립 M. 브리들러브 장군은 러시아가 핵무기를 반도로 이동시킬 가능성에 대한 우려 속에서 동맹이 "징후를 주시하고 있다"고 말했다.
2015년 11월 24일, 튀르키예가 시리아 북서부 임무 중 터키 영공을 침범했다고 주장되는 러시아 전투기를 격추하면서 NATO-러시아 간 긴장이 더욱 고조되었다. 러시아 관리들은 비행기가 터키 영공에 진입한 것을 부인했다. 사건 직후 NATO는 이 문제에 대해 긴급 회의를 소집했다. 스톨텐베르그는 "우리는 튀르키예와 연대하며 NATO 동맹국의 영토 보전을 지지한다"고 말했다.
2015년 12월 2일, NATO 회원국들은 공식적으로 몬테네그로를 동맹에 가입하도록 초청했으며, 이는 러시아가 해당 국가와의 협력을 중단하겠다는 반응을 이끌어냈다.
12월, 러시아의 세르게이 라브로프 외무장관은 핵 탑재 가능한 투폴레프 Tu-22M3('백파이어') 장거리 공격 폭격기를 크림반도에 재배치하는 것은 "크림반도가 이제 핵확산방지조약에 따라 그러한 무기를 보유한 국가의 일부가 되었기 때문"에 합법적인 조치라고 말했다.

### 2016

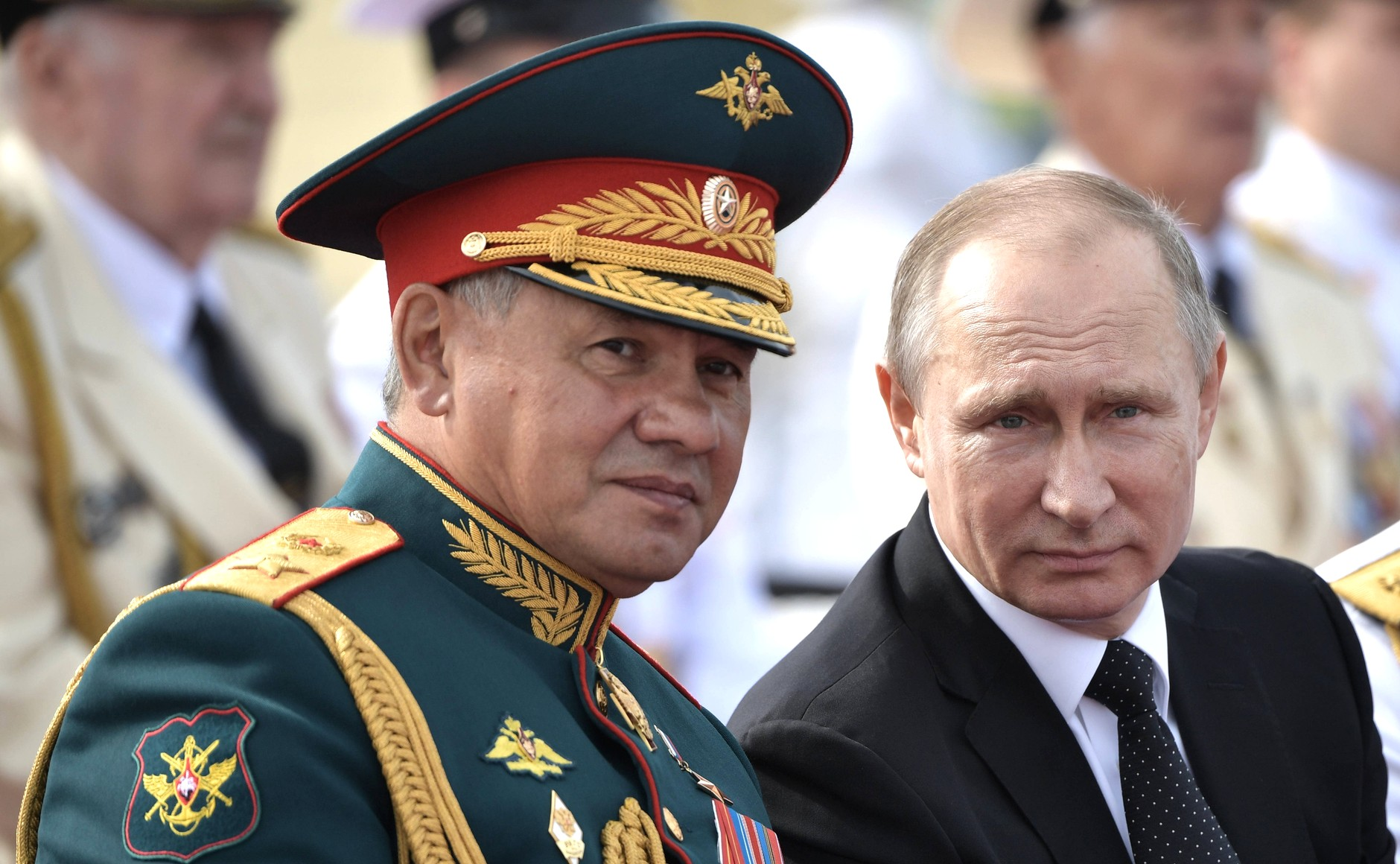
1999년부터 러시아를 통치해 온 블라디미르 푸틴 러시아 대통령과 전 국방부 장관 세르게이 쇼이구

2014년 6월 이후 처음으로 2016년 4월 20일 열릴 상임대표급 NATO-러시아 이사회 회의 직전, 세르게이 라브로프 러시아 외무장관은 자신이 보기에 "냉전 종식 이후 전례 없는 군사력 증강과 러시아를 억제하기 위해 군사적, 정치적 압력을 가하려는 목적으로 소위 동맹의 동부 측면에 NATO의 존재"를 언급하며, "러시아는 무의미한 대결에 휘말릴 계획이 없으며, 안보 불가분성의 원칙에 기초한 상호 유익한 전유럽 안보 협력에 합리적인 대안이 없다고 확신한다"고 말했다. 러시아는 또한 튀르키예 국경으로 방어 미사일을 이동시키는 것에 대해 경고했다.
회의 후 러시아의 NATO 대사는 러시아가 동맹과의 협력 관계 없이도 편안함을 느낀다고 말하며, 당시 러시아와 NATO가 추구할 긍정적인 의제가 없다고 언급했다. NATO 사무총장 옌스 스톨텐베르그는 "NATO와 러시아는 깊고 지속적인 의견 불일치를 가지고 있다. 오늘 회의는 이를 바꾸지 않았다"고 말했다.
2016년 5월 루마니아 데베셀루에 NATO 미사일 방어 체계의 첫 기지가 개설되자 러시아는 미국이 건설한 이 시스템이 러시아의 안보를 훼손하고 "세계 및 지역 안보에 직접적인 위협"이 되며, INF를 위반한다고 주장하는 입장을 재확인했다. 또한 "러시아의 안보에 필요한 수준을 보장하기 위한 조치"가 취해지고 있다고 밝혔다.
2016년 6월 레바다의 여론 조사 결과 러시아인의 68%가 러시아와 접한 구 동구권 국가들에 NATO 군대가 배치되는 것을 러시아에 대한 위협으로 생각하는 것으로 나타났다.
2016년 7월 바르샤바에서 열린 NATO 정상회담은 2017년 초까지 발트해 국가와 폴란드 동부에 총 3,000~4,000명의 병력으로 구성된 4개 대대를 순환 배치하고, 옛 소련 블록의 동맹국들을 안심시키기 위해 공중 및 해상 순찰을 강화하는 계획을 승인했다. 채택된 공동 성명은 이 결정이 "전반적인 자세의 일환으로 동맹국들의 연대, 결의, 그리고 어떤 침략에도 즉각적인 동맹 대응을 유발하는 능력을 명확하게 보여주기 위함"이라고 설명했다. 이 정상회담은 "NATO와 러시아 간의 모든 실질적인 민간 및 군사 협력을 중단하고, 러시아와의 정치적 대화에는 개방된 상태를 유지한다"는 NATO의 기존 결정을 재확인했다.
국가 원수 및 정부 수반들은 크림반도에서 "러시아의 지속적이고 광범위한 군사력 증강"을 규탄하고 "흑해 지역에서 러시아의 추가적인 군사력 증강을 위한 노력과 계획"에 대해 우려를 표명했다. 그들은 또한 시리아에서 러시아의 "상당한 군사적 주둔과 정권 지원", 그리고 동지중해에서의 군사력 증강이 "동맹국 및 다른 국가들의 안보에 추가적인 위험과 도전을 제기한다"고 말했다. NATO 지도자들은 우크라이나에 대한 지원을 강화하기로 합의했다. NATO-우크라이나 위원회 회의에서 동맹 지도자들은 페트로 포로셴코 우크라이나 대통령과 함께 안보 상황을 검토하고, 정부의 개혁 계획을 환영하며, "우크라이나의 국방 및 안보 기관을 보다 효과적이고 효율적이며 책임감 있게 만드는 데 도움이 되는" 우크라이나 종합 지원 패키지를 승인했다.
바르샤바 정상회담 직후 열린 상임대표급 러시아-NATO 이사회 회의에서 러시아는 NATO에 흑해에서 군사 활동을 강화하지 말라고 경고했다. 러시아는 또한 NATO 비행기가 유사하게 행동할 경우 발트해 지역 상공을 비행하는 자국 군용 항공기 조종사들이 조종석 송신기(트랜스폰더)를 켜는 데 동의했다고 밝혔다.
2016년 7월, 러시아군은 장거리 지대공 S-400 무기 시스템 여단이 그 해 8월 크림반도 페오도시야 시에 배치될 예정이며, 이는 반도 주변의 러시아 반접근/지역거부 능력을 강화할 것이라고 발표했다.
2016년 10월 16일, 총선이 있던 날, 몬테네그로 포드고리차 수도에서 쿠데타가 계획되고 준비되었다고 몬테네그로 특별 검사가 주장했다. 2017년 9월, 이 음모와 관련하여 기소된 사람들에 대한 재판이 포드고리차 고등 법원에서 시작되었는데, 여기에는 몬테네그로 야당 지도자들과 러시아 정보 요원으로 추정되는 두 명이 포함되었다. 러시아 정부 관리들은 어떠한 연루도 부인했다. 이 음모는 몬테네그로 친세르비아 및 친러시아 야당이 몬테네그로의 NATO 가입을 막기 위한 최후의 시도로 설계되었다고 여겨지며, 러시아 정부는 그러한 상황에 대해 몬테네그로에 직접적인 위협을 가했다. 이 이론은 2019년에 내려진 법원 판결에 의해 재확인되었다. 모스크바에 기반을 둔 러시아 전략 연구소 (RISS)는 러시아 대외정보국 (SVR)과 밀접한 관계를 가지고 있으며, 이 쿠데타 음모를 기획한 조직 중 하나로 언론에 언급되었다. 2017년 11월 초, 블라디미르 푸틴 러시아 대통령은 RISS 소장인 레오니트 P. 레셰트니코프를 해고했는데, 그는 SVR의 고위 베테랑 장교였다. 2019년 5월 당시 영국 외무장관 제러미 헌트는 다음과 같이 말했다.
2016년 몬테네그로에 대한 실패한 쿠데타 시도는 지난 10년간 러시아의 유럽 민주주의를 훼손하려는 시도 중 가장 터무니없는 사례 중 하나였다. GRU가 몬테네그로의 총선에 노골적으로 개입하고 몬테네그로의 NATO 가입 신청을 훼손하려 한 것은 지난 10년간 불안정하고 공격적인 러시아 행동의 또 다른 예시다.

### 2017

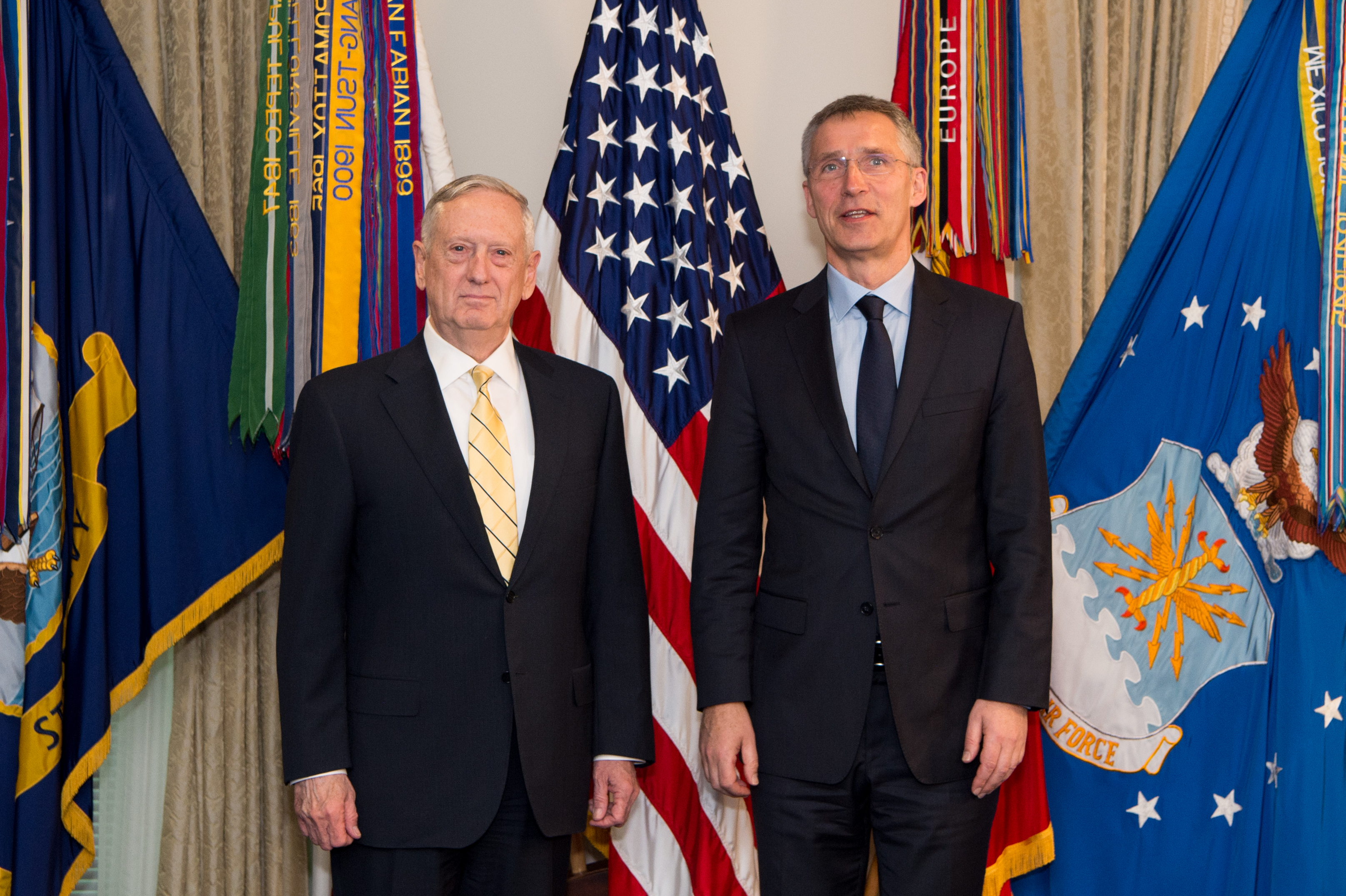
2017년 3월 21일 워싱턴 D.C. 펜타곤에서 옌스 스톨텐베르그와 제임스 매티스 미 국방부 장관

2017년 2월 18일, 러시아 외무부 장관 세르게이 라브로프는 NATO 동맹과의 군사 협력 재개를 지지한다고 말했다. 2017년 3월 말, NATO-러시아 이사회는 벨기에 브뤼셀에서 열린 NATO 외무장관 회의에 앞서 만났다. 2017년 7월, 이사회는 브뤼셀에서 다시 만났다. 회의 후 NATO 사무총장 옌스 스톨텐베르그는 동맹국과 러시아가 우크라이나, 아프가니스탄, 투명성 및 위험 감소에 대해 "솔직하고 건설적인 토론"을 가졌다고 말했다. 양측은 각각 다가오는 러시아/벨라루스의 자파드 2017 훈련, 그리고 NATO의 트라이던트 자벨린 2017 훈련에 대해 브리핑했다.
2017년 8월 말, NATO는 에스토니아, 라트비아, 리투아니아, 폴란드에 있는 NATO의 4개 다국적 대대 전투단이 완전히 작전 가능하다고 선언했다. 이는 2016년 바르샤바 정상회담에서 내린 결정에 따라 이행된 조치였다.
2017년 마이클 팰런 영국 국방부 장관은 벨라루스와 러시아의 칼리닌그라드주에서 열린 러시아의 자파드 2017 훈련이 "우리를 자극하기 위해 고안되었다"고 경고했다. 팰런은 훈련에 참가하는 러시아군의 수가 100,000명에 달할 수 있다고 허위 주장했지만, 러시아는 원한다면 기술적으로 참가 병력 수를 100,000명 이상으로 늘릴 수 있었다.

### 2018–2020
2018년 2월, 옌스 스톨텐베르그 NATO 사무총장은 "우리는 어떤 NATO 동맹국으로부터도 [러시아로부터의] 위협을 보지 않으며, 따라서 가상 상황에 대해 너무 많이 추측하는 데 항상 조심한다"고 밝혔다. 스톨텐베르그는 헬싱키에서 열린 2018년 러시아-미국 정상회담을 환영했다. 그는 NATO가 러시아를 고립시키려 하지 않는다고 말했다.
2018년 3월 4일 솔즈베리에서 발생한 세르게이 스크리팔과 율리야 스크리팔 독살 사건(NATO 영토)에 대한 대응으로 스톨텐베르그는 2018년 3월 27일 NATO가 브뤼셀의 러시아 NATO 대표부에서 러시아 외교관 7명을 추방할 것이라고 발표했다. 또한, 미충원된 3개의 직책에 대한 NATO의 인가는 거부되었다. 러시아는 NATO의 대응에 대해 미국을 비난했다. 암살 시도와 그에 따른 요원 노출은 푸틴과 러시아 정보기관에게는 굴욕적인 일이었다. 이는 러시아 GRU의 비밀 29155부대가 안드레이 아베랴노프 소장의 지휘 아래 조직한 것으로 알려졌다.
도널드 트럼프 대통령은 2018년 10월 20일 러시아의 불이행을 이유로 중거리 핵전력 조약에서 미국을 탈퇴시키겠다고 발표했다. 그는 러시아가 SSC-8(노바토르 9M729)으로 알려진 중거리 순항 미사일을 개발하고 배치함으로써 조약을 위반했다고 주장했다. 트럼프 행정부는 또 다른 탈퇴 이유로 중국이 조약 서명국이 아니었기 때문에 중국의 태평양 군비 증강, 특히 남중국해 내에서 중국의 군비 증강에 대응하기 위함이라고 주장했다. 미국은 2019년 2월 1일 공식적으로 조약을 중단했으며, 러시아는 그 다음 날 이에 대응하여 중단했다. 미국은 2019년 8월 2일 공식적으로 조약에서 탈퇴했다.
2019년 4월, NATO 사무총장 스톨텐베르그는 미국 의회 합동 회의에서 "더욱 단호해진" 러시아가 동맹국에 가하는 위협에 대해 경고했으며, 여기에는 대규모 군사력 증강, 주권 국가에 대한 위협, 신경 가스 사용, 사이버 공격이 포함되었다.
2019년 8월 23일 정오경 독일 베를린의 클라이너 티어가르텐 공원에서 또 다른 초법적 암살이 러시아 정보기관에 의해 NATO 영토에서 자행되었다. 제2차 체첸 전쟁 당시 이치케리야 체첸 공화국의 전 소대장이자 2008년 러시아-조지아 전쟁 당시 조지아군 장교였던 체첸계 조지아인 젤림칸 한고슈빌리는 그가 다니던 모스크에서 돌아오는 길에 숲길을 걷던 중 자전거를 탄 러시아 암살범에게 소음기가 장착된 글록 26으로 세 차례 총격을 받았다. 한 번은 어깨에, 두 번은 머리에 맞았다. 자전거, 살인 무기가 든 비닐 봉투, 그리고 범인이 사용하던 가발은 슈프레강에 버려졌다. 독일 경찰에 의해 56세의 러시아 국적 "바딤 소콜로프"로 신원이 확인된 용의자는 암살 직후 체포되었다. 러시아 정부와 체첸 지도자 람잔 카디로프는 모두 이 살인 사건과 관련이 있는 것으로 알려졌다.
2019년 9월, 러시아 외무장관 세르게이 라브로프는 "나토가 우리 국경에 접근하는 것은 러시아에 위협이 된다"고 말했다. 그는 NATO가 조지아 회원국 가입 시 집단 방위 조항이 트빌리시가 통제하는 영토에만 적용되도록 한다면(즉, 현재 미승인 분리 공화국이며 러시아가 지원하는 조지아 영토인 압하지야와 남오세티야를 제외한다면), "우리는 전쟁을 시작하지는 않겠지만, 그러한 행동은 NATO와 동맹 가입을 열망하는 국가들과의 관계를 훼손할 것"이라고 말했다.

## 2021년 이후

### 2021
2021년 3월부터 우크라이나 국경 근처에 대규모 러시아 군사력이 증강되었다. 4월 13일, 옌스 스톨텐베르그 NATO 사무총장은 러시아에 군사력 증강을 중단할 것을 촉구했다. 러시아 국방부 장관 세르게이 쇼이구는 러시아가 NATO의 "러시아를 위협하는 군사 활동"에 대응하여 "전투 훈련"을 위해 서부 국경에 병력을 배치했다고 말했다. 수십 년 만에 유럽에서 가장 큰 NATO 주도 군사 훈련 중 하나인 디펜더-유럽 21은 2021년 3월 중순에 시작되어 2021년 6월까지 계속되었다. 이 훈련은 에스토니아, 불가리아, 루마니아 및 기타 국가의 "30개 이상의 훈련 지역에서 거의 동시에 이루어지는 작전"을 포함했다.
2021년 10월 6일, NATO는 "비공식 정보 요원"으로 묘사된 러시아 외교관 8명을 추방하고, 악의적인 활동 혐의에 대응하여 러시아의 동맹 주재 임무 규모를 절반으로 줄이기로 결정했다. 8명의 외교관은 10월 말까지 동맹 본부가 있는 브뤼셀을 떠날 것으로 예상되었고, 그들의 직위는 폐지되었다. 현재 공석인 두 개의 직위도 폐지되었다. 이로 인해 벨기에 수도에 있는 러시아의 NATO 주재 임무 규모는 10명으로 줄어들었다. 2021년 10월 18일, 러시아는 NATO 외교관 추방에 대한 보복으로 NATO 주재 임무를 중단하고 모스크바에 있는 NATO 사무실 폐쇄를 명령했다.

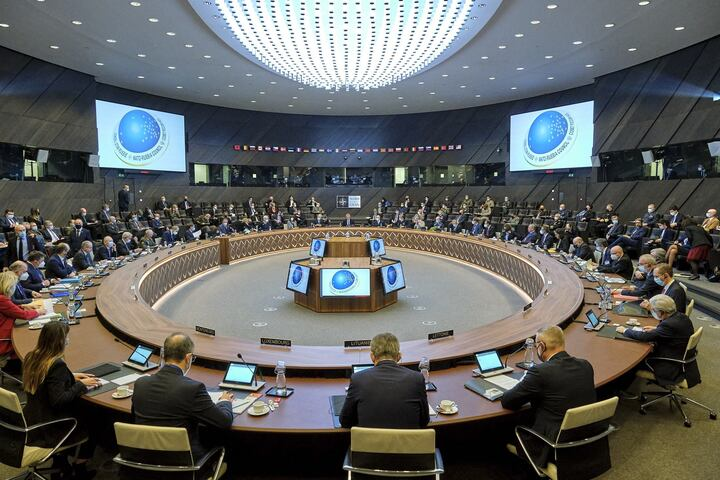
2022년 1월 2021년-2022년 러시아-우크라이나 위기를 논의하기 위해 회의를 갖는 NATO-러시아 이사회

2021년 11월, 블라디미르 푸틴 러시아 대통령은 NATO 미사일 방어 체계가 우크라이나에 배치되면 레드라인을 넘는 것이라고 경고했다. 그는 루마니아와 폴란드에 있는 이지스 어쇼어 미사일 요격기가 모스크바에 몇 분 안에 도달할 수 있는 토마호크 미사일을 발사하도록 비밀리에 전환될 수 있다고 말했다. 그러나 우크라이나에 미사일 방어 체계를 배치할 계획은 없었다. 앤터니 블링컨 미국 국무장관은 "INF 조약의 당사국임에도 불구하고 독일과 거의 모든 NATO 유럽 영토에 도달할 수 있는 지상 발사 중거리 미사일을 개발한 것은 러시아"라고 답했다. 그는 "러시아의 위반으로 인해 첫 트럼프 행정부에 의해 그 조약이 종료되었다"고 덧붙였다.
푸틴은 조 바이든 미국 대통령에게 NATO가 우크라이나를 가입시키거나 "러시아 영토에 근접하여 우리를 위협하는 무기 시스템을 배치"하지 않겠다는 법적 보장을 요구했다. 옌스 스톨텐베르그 NATO 사무총장은 "우크라이나가 NATO에 가입할 준비가 되었는지는 우크라이나와 30개 NATO 동맹국만이 결정한다. 러시아는 거부권도, 발언권도 없으며, 이웃 국가들을 통제하기 위한 영향력 영역을 설정할 권리도 없다"고 답했다.
2021년 12월, 러시아 정부는 NATO에 동유럽 회원국에서의 모든 활동을 중단하고, 우크라이나 또는 옛 소련 국가가 NATO에 가입하는 것을 금지하는 등의 요구를 했다. 이 요구사항 중 일부는 이미 NATO에 의해 거부된 것이었다. 바이든 행정부 고위 관계자는 미국이 제안을 논의할 의향이 있지만, "러시아가 받아들일 수 없다는 것을 아는" 일부 요구사항이 있다고 덧붙였다. 여러 서방 정치 분석가들은 러시아가 거부될 것을 알면서도 "연막"으로 비현실적인 요구를 하고 있다고 제안했다. 이는 러시아에게 군사 행동의 구실을 제공하는 것이었다. 다른 이들은 푸틴이 NATO로부터 "양보를 짜내기 위해 높은 목표를 설정"하고 있다고 제안했다. 러시아의 세르게이 라브로프 외무장관은 "합리적인 시간 내에 건설적인 대응이 없으면 서방이 공격적인 노선을 계속한다면 러시아는 우리의 안보에 용납할 수 없는 위협을 제거해야 할 것"이라고 경고했다.

### 2022–현재

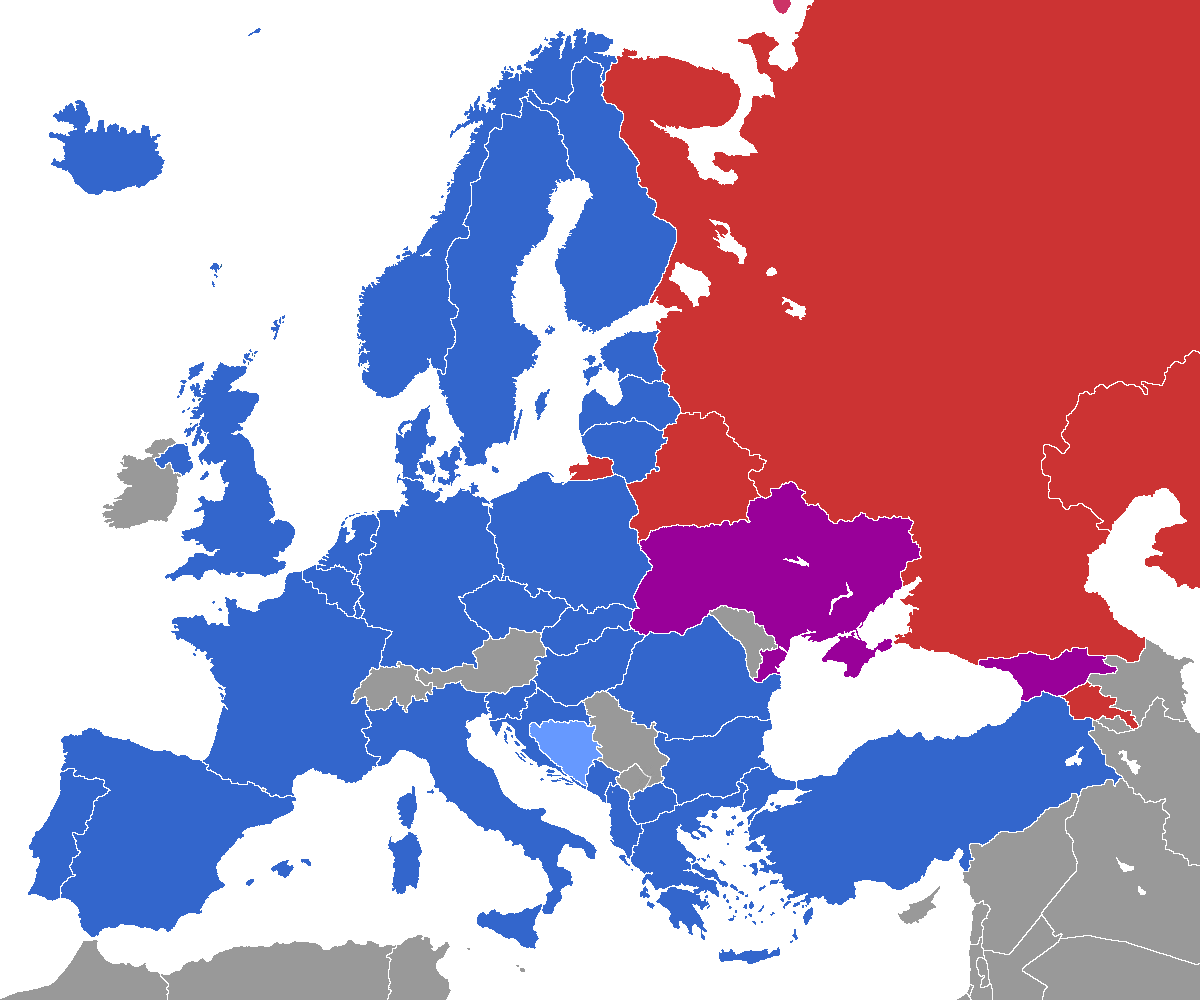
NATO 회원국 (파랑), NATO 가입을 모색하거나 이미 가입 절차를 진행 중인 국가 (하늘색, 보라색), 그리고 러시아 주도 CSTO (빨강), as of 2024

2022년 1월 12일, NATO-러시아 이사회는 브뤼셀의 NATO 본부에서 러시아의 최근 우크라이나 국경 근처 군사력 증강과 러시아의 요구사항을 논의하기 위해 마지막 회의를 가졌다. 각 대표단은 미국 국무부 차관 웬디 셔먼과 NATO 사무총장 옌스 스톨텐베르그, 그리고 러시아 외무부 차관 알렉산드르 그루시코와 러시아 국방부 차관 알렉산드르 포민 대장으로 구성되었다.
NATO는 1월 25일 러시아의 주요 요구사항을 거부하며, 이는 "개방 정책"과 국가가 자체 안보를 선택할 권리에 어긋난다고 밝혔다. NATO는 러시아와 의사소통을 개선하고, 미사일 배치 및 군사연습 제한에 대해 협상할 것을 제안했다. 단, 러시아가 우크라이나 국경에서 병력을 철수해야 한다는 조건이었다. 러시아는 병력을 철수하지 않았다. 2022년 2월 16일 러시아가 모스크바에 합병된 크림반도에서 군사 훈련이 중단되었고 병사들이 주둔지로 돌아온다고 발표했음에도 불구하고, 옌스 스톨텐베르그 NATO 사무총장은 러시아가 군사력 증강을 계속하는 것으로 보인다고 말했다.
2022년 2월 21일 우크라이나 사태에 관한 연설에서 푸틴은 NATO가 우크라이나를 이용하여 러시아에 기습 공격을 가할 것이라고 경고했다.
2022년 2월 24일, 진행 중인 위기를 논의하기 위해 소집된 유엔 안전 보장 이사회 회의에서 당시 러시아가 의장국을 맡고 있던 중, 푸틴은 러시아군에게 우크라이나 전면 침공을 명령했다. 이는 제2차 세계 대전 이후 유럽 국가에 대한 최대 규모의 군사 공격이었으며, NATO와 러시아 간의 관계를 더욱 악화시켰다. 그의 발표에서 푸틴은 NATO가 우크라이나에 군사 인프라를 구축하고 러시아를 위협하여 러시아가 침공할 수밖에 없었다고 허위 주장했다. 침공으로 인해 NATO 대응군은 폴란드, 에스토니아, 라트비아, 리투아니아, 슬로바키아, 헝가리, 불가리아에 병력을 배치했다.
러시아의 침공은 또한 핀란드와 스웨덴이 NATO 가입을 추진할 계획이라고 발표하게 만들었다. 2022년 2월 26일, 러시아는 이에 대한 대응으로 핀란드와 스웨덴에 위협을 가했다.
2022년 5월 16일, 두 나라가 가입을 신청한 다음 날, NATO의 상대격인 CSTO 정상회담에서 블라디미르 푸틴은 다음과 같이 말했다.
러시아는 이들 국가들(스웨덴과 핀란드)과 아무런 문제가 없으며, 따라서 이러한 의미에서 [NATO의] 확장은 직접적인 위협을 초래하지 않지만, 이 지역의 군사 인프라 확장은 확실히 우리의 대응을 유발할 것입니다.— 블라디미르 푸틴

2022년 NATO 마드리드 정상회담은 러시아를 유로-대서양 안보에 대한 "직접적인 위협"으로 선언하고 NATO 대응군을 300,000명으로 늘리는 것을 승인했으며, 그 후 창설 협약은 NATO 회원국들에 의해 러시아에 의해 전면 폐지된 것으로 간주되었다. 한편, 전쟁 시작 이후 러시아 관리들과 선전가들은 NATO 전체 및 서방과 "전쟁 중"이라고 점점 더 주장해왔으며, 이는 해당 조직과 회원국(미국 포함)이 거듭 부인해온 발언이다.

여러 학자와 언론인들은 우크라이나 침공이 NATO와 러시아 간 제2차 냉전의 시작을 알렸을 가능성이 있다고 추측했다. 전쟁 연구 연구소에서 발표한 기사는 다음과 같이 결론 내렸다.
푸틴은 NATO를 두려워했기 때문에 2022년에 우크라이나를 침공하지 않았다. 그는 NATO가 약하고, 우크라이나를 다른 수단으로 통제하려는 그의 노력이 실패했으며, 키이우에 친러 정부를 세우는 것이 안전하고 쉬울 것이라고 믿었기 때문에 침공했다. 그의 목표는 존재하지 않는 위협으로부터 러시아를 방어하는 것이 아니라, 러시아의 권력을 확장하고, 우크라이나의 국가성을 말살하며, NATO를 파괴하는 것이었다.

2023년 12월, 푸틴은 레닌그라드 군관구 창설을 선언하며 핀란드의 NATO 가입이 "문제를 일으키고 있다"는 것에 대한 대응이라고 말했다. 그는 또한 러시아는 NATO 국가를 공격할 의사가 없다고 재차 강조했다.
러시아 안전보장회의의 푸틴 부국장 드미트리 메드베데프는 2024년에 "우리는 우크라이나의 '돌이킬 수 없는 NATO 가입'이 우크라이나의 소멸이나 NATO의 소멸로 끝나도록 모든 것을 해야 한다. 아니면 더 좋은 것은 둘 다 소멸하는 것이다"라고 말했다.
2024년 7월 28일, 블라디미르 푸틴 러시아 대통령은 미국이 2026년부터 독일에 장거리 미사일을 배치할 의사를 밝힌 후 유럽 전역을 타격할 수 있는 장거리 미사일을 배치하겠다고 위협했다.
2024년에 미국과 독일 정보 요원들이 자동차 및 무기 제조업체인 라인메탈 AG의 CEO인 독일 사업가 아르민 파퍼거를 암살하려는 러시아 정부의 계획을 저지한 것으로 밝혀졌다.
2024년 10월, 마르크 뤼터는 군사 지원 조정을 감독할 비스바덴 임무를 방문하는 동안 우크라이나에 대한 동맹의 변함없는 지지를 강조했다. 그는 NATO가 러시아의 위협에 위축되지 않을 것이며 우크라이나의 방어를 보장하기 위해 계속 노력할 것이라고 말했다.
2024년에 여러 사보타주 공격이 러시아 특수 부대에 의해 자행된 것으로 알려졌는데, 여기에는 독일과 영국의 유통 센터에서 화재를 일으킨 민간 택배 서비스를 통한 지연 신관 소이탄 게시가 포함되었다. 빅토르 오르반 헝가리 정부는 유럽 내 주요 "GRU 허브"로 지목되었으며, 러시아 요원들의 EU 진입을 용이하게 하고 다른 EU 국가에서 추방된 외교관들을 대체하기 위한 것으로 제안된 불균형적으로 큰 러시아 외교 공관을 운영하고 있다. 2024년 10월 폴란드 국내 안보국 (ABW)은 러시아가 자극한 사보타주 및 간첩 행위로 16명이 기소되었으며, 2024년에는 다른 국가들의 방첩 기관과의 협력 하에 진행 중인 국제 조사에서 20명 이상의 추가 용의자가 "증가"했다고 밝혔다. 또한 2024년 10월, 조사 저널리스트 집단인 VSquare는 칼리닌그라드주 파루스노예에 위치한 GRU 사보타주 부대인 390 특수 목적 정찰 지점의 NATO 국가 대상 작전을 설명하는 기사를 발표했다.
2025년 4월, 러시아의 대외 정보 국장 세르게이 나리시킨은 러시아나 벨라루스에 대한 NATO의 "침략"이 발생할 경우 러시아가 NATO 국가를 공격할 것이라고 위협했다. 그는 폴란드, 리투아니아, 라트비아, 에스토니아가 "가장 먼저 피해를 입을 것"이라고 경고했다.

## 이념과 선전

### 통합 계획 (1991–2004)

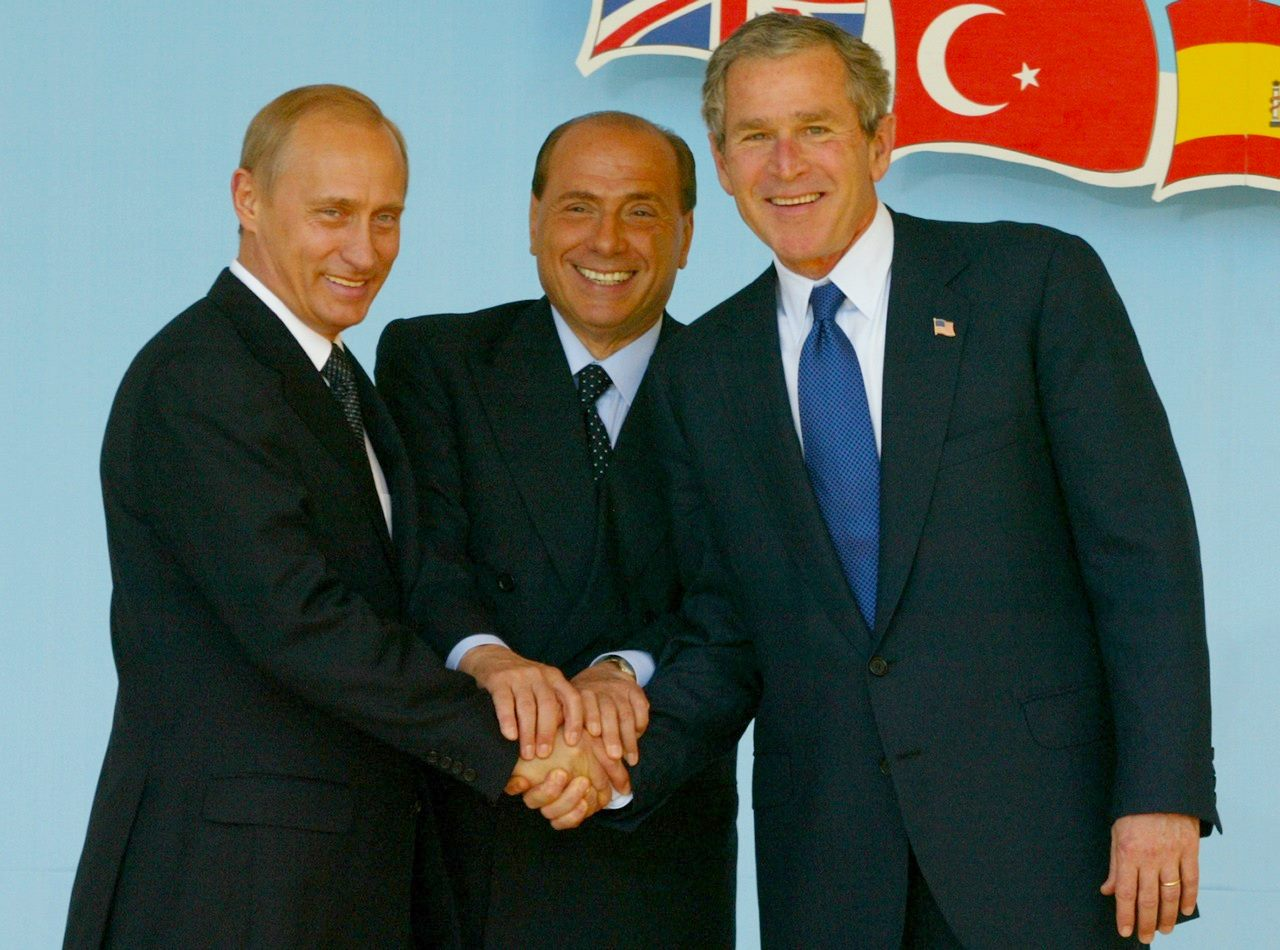
2002년 로마 정상회담

러시아가 NATO 회원국이 된다는 아이디어는 서방 및 러시아 지도자들, 그리고 일부 전문가들에 의해 여러 차례 제기되었다. 1990년 2월, 냉전 종식 당시 제임스 베이커 미국 국무장관과 독일의 재통일을 협상하던 중 소련 공산당 서기장 미하일 고르바초프는 "당신은 NATO가 우리를 겨냥한 것이 아니라, 새로운 현실에 적응하는 단순한 안보 구조라고 말한다... 따라서 우리는 NATO에 가입할 것을 제안한다"라고 말했다. 그러나 베이커는 그 가능성을 "꿈"으로 일축했다. 1991년 소련이 해체되자 보리스 옐친 러시아 대통령은 NATO에 서한을 보내 러시아의 장기 목표가 NATO 가입임을 시사했다. 1993년 전 국무장관 제임스 베이커는 NATO 지도자들이 NATO에 "민주적인 러시아"를 포함시키는 계획을 세울 것을 촉구하는 사설을 썼는데, 이는 러시아 민주주의자들을 도울 수 있으며 러시아가 NATO를 통해 "유럽 안보에 건설적인 역할"을 할 수 있다고 주장했다.
1990년대 중반 NATO 군사 본부의 러시아 고위 군사 대표였던 레온티 셰브초프 대장은 러시아가 NATO에 가입할 가능성에 대한 질문을 받았다. 그는 NATO와 러시아 장비를 표준화하는 것이 비현실적이기 때문에 그의 견해로는 그럴 가능성이 낮다고 말했다. 그는 "러시아는 인력 15-20,000명과 탱크 50대를 보유하고 다른 나라에서 장비를 구입하는 이런 작은 중앙 유럽 국가 중 하나가 아니다. NATO는 그런 국가들을 조언과 기술 지원으로 지도할 수 있고, 심지어 재무장시킬 수도 있다. 하지만 러시아는 자체 장비를 제공할 수 있다"고 덧붙였다.
영화감독 올리버 스톤과의 일련의 인터뷰에서 블라디미르 푸틴 대통령은 2000년 빌 클린턴 대통령이 모스크바를 방문했을 때 러시아가 NATO에 가입할 가능성을 제기했다고 말했다. 푸틴은 2000년 그가 처음 러시아 대통령으로 취임하기 직전 데이비드 프로스트와의 BBC 인터뷰에서 NATO를 적으로 시각화하기 어렵다고 말했다. "러시아는 유럽 문화의 일부이다. 그리고 나는 내 나라가 유럽과 우리가 종종 문명 세계라고 부르는 것에서 고립되어 있는 것을 상상할 수 없다." 2009년부터 2014년까지 북대서양 조약 기구 사무총장을 역임한 아네르스 포그 라스무센에 따르면, 푸틴 대통령 초기인 2000~2001년경 푸틴은 러시아가 NATO에 가입하는 데 찬성하는 많은 발언을 했다.

### 환멸 (2005–2013)
2006년 10월 7일, 러시아 정치 사건, 특히 제2차 체첸 전쟁 (1999–2005)에 대해 보도했던 러시아 언론인 안나 폴릿콥스카야가 자신의 아파트 엘리베이터에서 살해당했으며, 이는 국제적인 관심을 끌었다. 2009년 3월 라도스와프 시코르스키 폴란드 외무장관이 러시아의 NATO 가입을 제안하자, 드미트리 로고진 NATO 주재 러시아 특사는 러시아가 미래 가능성을 배제하지 않았지만, 대신 NATO와의 실질적인 제한된 협력을 유지하는 것을 선호한다고 밝혔다. 그는 "강대국은 연합에 가입하지 않고, 연합을 창설한다. 러시아는 자신을 강대국으로 여긴다"고 강조했다. 그러나 그는 조지아 (러시아가 전년도에 전쟁을 치른 국가)와 우크라이나가 동맹에 가입하지 않는 한 러시아는 NATO의 "파트너"가 되기를 원한다고 말했다. 2009년 11월, 고객사인 헤르미티지 캐피털 매니지먼트를 대리하는 동안 러시아 정부 관리들의 부패와 비행을 폭로하는 데 기여한 우크라이나 태생의 러시아 세무사 세르게이 마그니츠키가 사망했다. 2008년 그의 체포와 11개월간의 경찰 구금 후 사망은 러시아의 사기, 절도 및 인권 침해 의혹에 대한 국제적인 관심과 공식 및 비공식 조사를 촉발시켰다. 그의 사후 재판은 러시아 연방에서 처음이었다. 그럼에도 불구하고 러시아의 NATO 가입 제안은 2010년 초 일부 독일 국방 전문가들이 공동으로 쓴 공개 서한에서 반복되었다. 그들은 NATO가 신흥 아시아 강대국들을 견제하기 위해 다극화된 세계에서 러시아가 필요하다고 주장했다. 한편, 미국은 2012년 마그니츠키법을 채택하여 대응했다.

### 적대감 증가 (2014–현재)

러시아
러시아의 "비우호국 목록"에 있는 국가. 목록에 있는 국가 및 지역은 2022년 러시아의 우크라이나 침공 이후 러시아에 대한 제재를 부과했다.

러시아
우크라이나
우크라이나에 살상 군사 장비를 보내는 국가
우크라이나에 비살상 군사 지원을 보내는 국가

그러나 푸틴은 나중에 유럽 통합과 서구 민주주의에 대한 생각을 포기하고 대신 "유라시아 운동"과 "푸틴주의"를 홍보하며 많은 NATO 국가들이 지지하는 서구 및 유럽의 이상과 경쟁하는 대안으로 삼았다. 유라시아 운동은 두기니즘 기반의 신-유라시아주의 정치 운동으로, 러시아는 "유럽"이나 "아시아" 범주에 속하지 않고, 대신 "러시아 세계/평화" (러시아어: Русский мир)가 지배하는 지정학적 개념인 유라시아에 속하며, 서구의 가치와 도덕적 권위를 존중하지 않는 "가치 격차"를 형성한다고 주장한다. 푸틴은 보수적인 러시아 가치를 홍보해 왔으며, 종교의 중요성을 강조했다. 성소수자 권리는 러시아와 많은 NATO 국가들을 분열시켰는데, 미국과 일부 유럽 국가들은 동유럽에서 성소수자 권리 보호를 촉진하기 위해 소프트 파워를 사용했다. 반면 러시아는 동성애의 자유를 방해하고 동성 결혼에 반대하는 사람들의 지지를 얻었다. 푸틴주의는 국가자본주의와 권위주의적 민족주의를 결합한다.
러시아는 RT, 로시야 시보드냐 (스푸트니크 포함), 타스와 같은 국제 방송사뿐만 아니라 여러 국내 미디어 네트워크에 자금을 지원하기 시작했다. 러시아 언론은 특히 미국에 대해 비판적이었다. 2014년, 러시아는 미국의 소리가 우크라이나에서의 러시아 행동을 비판한 후 미국의 소리 라디오 송출을 중단했다. 러시아의 언론 자유는 국경 없는 기자회의 언론 자유 지수에서 낮은 점수를 받았으며, 러시아는 미디어 조직의 외국인 소유 지분을 20%를 넘지 못하도록 제한한다. 2015년 1월, 영국, 덴마크, 리투아니아, 에스토니아는 유럽 연합에 러시아 선전에 공동으로 맞설 것을 촉구하며, NATO와 협력하여 전략적 통신을 위한 "영구적인 플랫폼"을 설립하고 현지 러시아어 미디어를 강화할 것을 요구했다. 2015년 1월 19일, 유럽 연합 외교 문제·안보 정책 고위대표 페데리카 모게리니는 유럽 연합이 동부 파트너십 국가인 아르메니아, 아제르바이잔, 벨라루스, 조지아, 몰도바, 우크라이나뿐만 아니라 유럽 연합 국가의 러시아어권 청중을 대상으로 하는 러시아어 대중 매체 기관을 설립할 계획이라고 말했다. 2016년 3월, 푸틴의 대변인 드미트리 페스코프는 러시아가 주로 "영미권 대중 매체"와 "정보전"을 벌이고 있음을 인정했다.
2015년 2월 27일, 러시아 민주 야당의 저명한 지도자 보리스 넴초프가 크렘린 성벽과 붉은 광장에 가까운 볼쇼이 모스크보레츠키 다리를 건너던 중 뒤에서 여러 발의 총격을 받아 모스크바에서 살해되었다. 그가 우크라이나 전쟁과 러시아의 금융 위기에 대한 러시아의 개입에 반대하는 평화 행진에 참여하기로 예정되어 있던 날로부터 이틀도 채 되지 않은 시점이었다. 살해되기 약 3주 전인 2월 10일, 넴초프는 러시아의 소베세드니크 뉴스 웹사이트에 자신의 87세 어머니가 푸틴이 자신을 죽일까 봐 두려워한다고 썼다. 그는 또한 그의 어머니가 전 올리가르히 미하일 호도르콥스키와 반부패 운동가 알렉세이 나발니에 대해서도 두려워했다고 덧붙였다. 넴초프 살해 다음 날 밤, 그의 문서, 글, 컴퓨터 하드 드라이브는 말라야 오르딘카 거리의 아파트에 대한 경찰 수색에서 압수되었다. BBC 뉴스는 그가 이렇게 말한 것을 인용했다. "러시아의 우크라이나 전쟁 중단을 지지한다면, 푸틴의 침략 중단을 지지한다면, 3월 1일 마리이노에서 열리는 봄 행진에 참여하라." 러시아 보안 기관이 이 범죄에 대한 책임이 있는 것으로 여겨진다. 벨링캣 분석에 따르면, 넴초프는 암살 전 블라디미르 카라-무르자, 드미트리 비코프, 알렉세이 나발니를 뒤따라갔던 동일한 FSB 팀에 의해 미행되었다고 한다. 전 에너지부 차관이자 야당 인물인 블라디미르 밀로프는 "국가가 보리스 넴초프 살해 배후에 있다는 의심이 점점 줄어들고 있다"고 말하며, 그 목적이 "공포를 심는 것"이었다고 밝혔다. 야당 운동가 막심 카츠는 푸틴에게 책임을 물었다. "그가 명령했다면, 그는 명령자로서 유죄입니다. 그리고 그가 명령하지 않았다 하더라도, [그는] 사람들 사이에 증오, 히스테리, 분노를 선동한 책임이 있습니다."
아네르스 포그 라스무센은 2019년에 "러시아가 민주주의와 인권을 옹호하고 있음을 보여줄 수 있을 때, NATO는 진지하게 러시아의 회원 가입을 고려할 수 있다"고 말했다. 2019년 타임지와의 인터뷰에서 푸틴의 측근인 세르게이 카라가노프는 러시아를 NATO에 초대하지 않은 것이 "정치 역사상 최악의 실수 중 하나"라며, "이는 자동으로 러시아와 서방을 충돌 경로에 놓이게 했고, 결국 우크라이나를 희생시켰다"고 주장했다. 킴벌리 마르텐은 2020년에 NATO의 확장이 모스크바가 두려워했던 것처럼 강해진 것이 아니라 오히려 약해졌다고 주장했다. 2009년 이후 발생한 좋지 않은 관계는 주로 러시아가 세계 문제에서 영향력을 잃는 것에 대한 반응 때문이었다. 셋째, 러시아의 강력한 부정적 반응은 민족주의자들과 푸틴 모두에 의해 국내 정치 전쟁의 탄약으로 조작되고 확대되었다. 현재 러시아 지도부의 세계 정치관은 "현실주의적 접근 방식에 깊이 뿌리내려 있다"고 하며, "NATO가 회원국들의 군사 인프라를 러시아 연방 국경 근처로 가져오는 것, 마찬가지로 동맹의 추가 [공식] 확장"에서 "주요 외부 군사적 위험"을 인지하고 있다. 이는 그들이 국내 입지를 강화하고, 강경한 반민주적 조치를 시행하며, 군사력 증강과 해외에서의 공격적인 행동을 정당화할 수 있는 위협 기반의 정당성을 제공한다. 2021년 11월 4일, 1999년부터 2003년까지 NATO를 이끌었던 영국의 전 노동당 국방장관 조지 로버트슨은 가디언지와의 인터뷰에서 푸틴이 첫 만남에서 러시아가 서유럽의 일부가 되기를 원한다는 것을 분명히 했다고 말했다. "푸틴은 '언제 우리를 NATO에 초대할 겁니까?'라고 말했다... 그들은 러시아가 당시 속해 있지 않던 안전하고 안정적이며 번영하는 서방의 일부가 되기를 원했습니다"라고 그는 말했다.
2022년 러시아는 유럽 인권 조약에서 탈퇴하고 유럽 평의회에서 완전히 축출되었다.

## 무역 및 경제
러시아는 1990년대에 발티스크 해협을 통한 항해를 주기적으로 차단했다. 2006년 이후에는 이 문제에 관한 국제 협정(2009년 체결)에도 불구하고 지속적으로 봉쇄를 가해 왔다(폴란드와 러시아 칼리닌그라드주 모두에 대해). 그 결과 폴란드는 이 제한을 우회하기 위해 비스툴라 사주를 가로지르는 다른 운하를 파는 것을 고려하기 시작했고, 결국 2019–2022년에 비스툴라 사주 운하를 건설했다.
러시아 경제는 석유와 천연가스와 같은 천연자원 수출에 크게 의존하고 있으며, 러시아는 이러한 자원을 유리하게 활용해 왔다. 러시아와 서방 국가들은 1991년 에너지 헌장 조약을 체결하여 주로 화석 연료 산업인 에너지 산업에서 국경을 넘는 협력을 위한 다자간 틀을 마련했다. 그러나 러시아는 에너지 헌장 조약 운송 의정서 채택과 연계하여 비준을 연기했다. 2005년부터 러시아와 우크라이나는 여러 차례 분쟁을 겪었으며, 이 과정에서 러시아는 가스 공급을 중단하겠다고 위협했다. 러시아 가스의 상당 부분이 우크라이나를 통과하는 파이프라인을 통해 유럽으로 수출되기 때문에, 이러한 분쟁은 여러 NATO 국가에 영향을 미쳤다. 러시아는 분쟁이 우크라이나의 대금 미지불로 인해 발생했다고 주장했지만, 러시아는 오렌지 혁명 이후 집권한 친서방 정부를 응징하고자 하는 욕구에 동기가 부여되었을 수도 있다. 2006년 12월, 러시아는 파이프라인에 대한 제3자 접근을 요구하는 조항 때문에 에너지 헌장 조약의 비준이 어려울 것이라고 밝혔다. 2009년 8월 20일, 러시아는 에너지 헌장 조약의 수탁자인 포르투갈 정부에 조약의 계약 당사자가 될 의사가 없음을 공식적으로 통보했다. 러시아의 가스 수출은 NATO 국가에 대한 무기로 간주되었고, 미국 및 다른 서방 국가들은 유럽이 러시아와 그 자원에 대한 의존도를 줄이기 위해 노력했다.
1998년 러시아는 8개 주요 선진국 포럼인 G8에 가입했는데, 이 중 6개국이 NATO 회원국이었으며, 2014년 축출될 때까지 유지되었다. 2012년 러시아는 관세 및 기타 무역장벽을 줄이는 것을 목표로 하는 정부 조직인 세계무역기구에 가입했다. 이러한 경제적 유대 강화는 러시아에 새로운 시장과 자본에 대한 접근권을 제공했으며, 서방 및 다른 국가들에서의 정치적 영향력도 강화시켰다. 러시아의 세계 경제에서의 새로운 역할은 러시아에게 여러 기회를 제공했지만, 동시에 러시아 연방을 외부 경제 동향과 압력에 더욱 취약하게 만들었다. 다른 많은 국가들과 마찬가지로 러시아 경제는 대침체 기간 동안 어려움을 겪었다.
크림반도 합병 이후, 여러 국가(대부분 NATO 포함)가 러시아에 제재를 부과하여 자본 접근을 차단함으로써 러시아 경제에 타격을 입혔다. 그 결과, 러시아는 G8에서도 축출되었다. 동시에 전 세계 유가가 하락했다. 국제 제재와 2014년 이후 원유 가격 하락이 복합적으로 작용하여 2014년-2016년 러시아 금융 위기가 발생했다. 2022년 러시아의 우크라이나 침공 이후 NATO 회원국들은 러시아에 추가 제재를 부과했다. 러시아는 이에 대한 보복으로 튀르키예를 제외한 NATO 회원국들을 다른 서방 국가들과 함께 “비우호국” 목록에 포함시켰다.

## 러시아와 NATO 회원국들의 대외 관계
- 알바니아
- 벨기에
- 불가리아
- 캐나다
- 크로아티아
- 체코
- 덴마크
- 에스토니아
- 핀란드
- 프랑스
- 독일
- 그리스
- 헝가리
- 아이슬란드
- 이탈리아
- 라트비아
- 리투아니아
- 룩셈부르크
- 몬테네그로
- 네덜란드
- 북마케도니아
- 노르웨이
- 폴란드
- 포르투갈
- 루마니아
- 슬로바키아
- 슬로베니아
- 스페인
- 스웨덴
- 튀르키예
- 영국
- 미국

## 같이 보기
- 러시아의 대외 관계
- 북대서양 조약 기구의 대외 관계
- NATO 개방 정책
- 우크라이나-북대서양 조약 기구 관계
- 러시아의 우크라이나 침공
- 러시아-유럽 연합 관계
- 우크라이나-독립국가연합 관계

## 내용주
1. ↑  북위 55° 44′ 58″ 동경 37° 37′ 27″ / 북위 55.7495°  동경 37.62421°

## 참고 자료
- Asmus, Ronald. Opening NATO's Door: How the Alliance Remade Itself for a New Era (2002) excerpt
- Asmus, Ronald D., Richard L. Kugler, and F. Stephen Larrabee. "Building a new NATO." Foreign Affairs (1993): 28-40 online.
- Asmus, Ronald D. "Europe's eastern promise: Rethinking NATO and EU enlargement." Foreign Affairs (2008): 95–106. online 보관됨 2024-08-31 - 웨이백 머신
- Asmus, Ronald, Stefan Czmur, Chris Donnelly, Aivis Ronis, Tomas Valasek, and Klaus Wittmann. NATO, new allies and reassurance (London: Centre for European Reform, 2010) online.
- Baker III, James A. "Russia in NATO?" The Washington Quarterly, (2002) 25:1, 93-103 Russia in NATO?
- Bohm, Michael (2010년 11월 19일). “5 Reasons Why Russia Will Never Join NATO”. 《The Moscow Times》. Independent Media Sanoma Magazines. 2010년 11월 19일에 원본 문서에서 보존된 문서. 2010년 11월 19일에 확인함.
- Bordachev, Timofei. Europe, Russia and the Liberal World Order: International Relations after the Cold War. (Routledge, 2022), by a senior aide to Putin online book review
- Braun, Aurel, ed. NATO-Russia relations in the twenty-first century (Routledge, 2008).
- Forsberg, Tuomas, and Graeme Herd. "Russia and NATO: From Windows of Opportunities to Closed Doors." Journal of Contemporary European Studies 23#1 (2015): 41–57.
- Goldgeier, James, and Joshua R. Itzkowitz Shifrinson. "Evaluating NATO enlargement: scholarly debates, policy implications, and roads not taken." International Politics 57 (2020): 291–321.
- Goldgeier, James M. Not Whether But When: The U.S. Decision to Enlarge NATO (1999) excerpt
- Hanson, Marianne. "Russia and NATO expansion: The uneasy basis of the founding act." European Security 7.2 (1998): 13–29. online
- Holas, Lukáš. "Prospects for Russia-NATO relations: The SWOT analysis." Communist and Post-Communist Studies 51.2 (2018): 151–160.
- Kropatcheva, Elena. "NATO–Russia relations and the Chinese factor: An ignored variable." Politics 34.2 (2014): 149–160.
- Kupchan, Charles A. "NATO's Final Frontier: Why Russia Should Join the Atlantic Alliance" Foreign Affairs 89#3 (2010), pp. 100–112 online
- Marten, Kimberly. "NATO enlargement: evaluating its consequences in Russia." International Politics 57 (2020): 401–426.
- Ozkan, Ozgur. "NATO-Russia Relations in the Twenty-First Century: Obstacles and Opportunities for Strategic Partnership". (Naval Postgraduate School Dept Of National Security Affairs, 2012) online.
- Pouliot, Vincent. International security in practice: the politics of NATO-Russia diplomacy (Cambridge UP, 2010).
- RAND, Russia's Hostile Measures: Combating Russian Gray Zone Aggression Against NATO in the Contact, Blunt, and Surge Layers of Competition (2020) online Covers Moldova/Transnistria (1992–2016); Georgia (2004–2012); Estonia (2006–2007); Ukraine (2014–2016); and Turkey (2015–2016)
- Ratti, Luca. "Back to the future? International relations theory and NATO-Russia relations since the end of the Cold War." International Journal 64.2 (2009): 399–422.
- Stent, Angela (2014). 《The Limits of Partnership: U.S.-Russian Relations in the Twenty-First Century》. Princeton University Press. ISBN 9781400848454.; online review
- Sushentsov, Andrey A., and William C. Wohlforth. "The tragedy of US–Russian relations: NATO centrality and the revisionists’ spiral." International Politics 57 (2020): 427-450.
- Talbott, Strobe. The Russia Hand: A memoir of Presidential Diplomacy (2002) online
- Tsygankov, Andrei P. "The sources of Russia's fear of NATO." Communist and Post-Communist Studies 51.2 (2018): 101–111. online
- Tsygankov, Andrei P. "NATO, Russia, and regional security in Europe and Eurasia. Introduction to the issue." Communist and Post-Communist Studies 51.2 (2018): 89–90. online
- Unverdi, Gurbet Behram. "To what extent is the gradual deterioration in NATO-Russia relations between 1991-2014 causally related to NATO's eastward expansion in Eastern-Europe?." (MA thesis, Leiden University 2015). online
- Vancouver, C. A. S. I. S. "NATO and Canadian Responses to Russia since its Annexation of Crimea in 2014." Journal of Intelligence, Conflict and Warfare 1.1 (2018). online 보관됨 2022-10-04 - 웨이백 머신
- Wohlforth, William, and Vladislav Zubok. "An abiding antagonism: realism, idealism and the mirage of Western-Russian partnership after the Cold War." International Politics (2017) 54#4 pp 405–419.
- Daramola Luke, The Informant247. "ANALYSIS | NATO membership: Will Russia invade Finland and Sweden too?"